# Arahal
Arahal es un municipio español de la provincia de Sevilla, Andalucía. También es conocido como El Arahal, siendo recogido bajo esta denominación en los censos oficiales hasta 1981. Se encuentra localizada dentro de la comarca de la Campiña de Morón y Marchena, limitando al norte con los términos municipales de Paradas y Carmona; al oeste con Alcalá de Guadaira, Los Molares, Utrera y El Coronil; al sur con Montellano; y al este con Morón de la Frontera. El municipio, independiente desde el 20 de febrero de 1554, cuenta con una superficie de 201,1km², y una población de 19 471 habitantes (2024), estando su núcleo urbano a 45 kilómetros de la capital hispalense.
Arahal es un municipio conocido por la aceituna de mesa, siendo el primer productor mundial de las variedades manzanilla y gordal, además de contar con una rica gastronomía y con importantes monumentos. A pesar de su nombre, la Base Aérea de Morón de la Frontera se encuentra localizada dentro del término municipal de Arahal.

## Símbolos
Escudo
El escudo de Arahal, concedido en 1554 por Carlos I, lo forma un león desquijarado, tendido en tierra, en campo verde y sobre el que ondula una inscripción latina que dice: "Absorta est mors in victoria" ("La muerte ha sido absorbida en la victoria"), de la Carta de San Pablo, haciendo alusión al Patronazgo de Santa María Magdalena, la primera a quien se le presentó Cristo Resucitado. Remata el conjunto un yelmo señorial de visera echada y un ático de cinco plumas blancas. Este escudo, debido a malinterpretaciones, no se usó hasta el siglo XIX. Continuaron con el uso del escudo anterior, que en un acuerdo capitular de 5 de febrero de 1597 se describe: " [...] un escudo y en él dos leones y en medio un tarajal de arboleda y encima seis estrellas con la orla de unas vueltas galanas y una celada encima [...]". Debieron confundir los osos con los leones, pues en el viejo escudo aparecen osos.
En unas de las descripciones del investigador local Manuel Jesús García Amador, sostiene que el león prosternado (con las extremidades posteriores recogidas y las anteriores extendidas) fue tenida humillante, haciendo caso omiso de las nuevas armas y retornando al uso de las antiguas, consistentes, según un acuerdo capitular de 1597, en «dos leones y en medio un tarajal de arboleda y encima seis estrellas con la orla de unas vueltas galanas y una celada encima del tamaño de un real de quatro». Los leones, antes de la independencia, habían sido osos. El anónimo informador de Tomás López expresó en 1785 que se organizaba con «un árbol verde en campo celeste y en él repartidas seis estrellas de plata, y, arrimados al árbol, dos osos en ademán de querer subir a la copa», añadiendo: «quizá sean estas armas de los Pizarro por lo mucho que se asimila». Jiménez Pérez, autor de las notas históricas, expone que su parecido con las de esta familia y las de la casa de Ureña, presumiblemente por entronque nupcial, debe ser tomado con reservas. Abogamos por la legitimidad de este blasonamiento, patente sin interrupción durante el XV, como sello de placa (el ejemplar se inserta en un documento de 1485), al XIX, sin que deba adjudicarse necesariamente a un apellido. El yelmo de hidalgo es error tras la conversión del siglo a escudo, propagado en las armas dadas por Felipe II, así como filacteria y lambrequines. Al tiempo de la rehabilitación no se tuvieron en cuenta las normas de los colores, se añadieron lambrequines, propios de la armería gentilicia; se pintó al león linguado, no con la mandíbula desencajada; el lema se introdujo en el campo, se timbró con yelmo y adoptó la boca francesa.
Bandera
Bandera rectangular con tres franjas horizontales iguales, azules la superior e inferior y blanca la central con el escudo de la localidad. La ciudad carecía de bandera oficial hasta los años 70 del siglo XX, cuando fue adoptada esta haciendo alusión a los colores inmaculistas.

## Historia
Los orígenes de Arahal están confusos porque el 30 de junio de 1857 todos los archivos públicos municipales fueron saqueados e incendiados por una turba campesina.
La historia de la población parece remontarse a la época romana por los restos de lápidas y sarcófagos hallados con el nombre de Basilippo.
A pesar de las confusas noticias de su origen, parece claro que sus primeros pobladores ocuparon un lugar próximo a un cruce de caminos y que era originariamente un lugar donde se reunían los pastores para pernoctar.
En 1240, Fernando III conquista Morón de la Frontera y el Castillo de Cote. Recuperada Sevilla en 1248, pasan Morón y su territorio a la jurisdicción y custodia de la ciudad hispalense por merced del Rey. Esta donación resulta al correr de los años una carga abrumadora para Sevilla por lo difícil y costosa que se le hace su defensa, le obliga a devolverla a la Corona, representada en Sancho IV el Bravo, quien a su vez, la cede a la Orden de Alcántara. Arahal perteneció a la Orden hasta 1460, fecha en que pasó a formar parte del marquesado de Villena, para ser adquirida más tarde por los condes de Ureña.
Gozaba Arahal de Concejo propio desde 1527. El 20 de febrero de 1554 se alcanza la plena independencia respecto a Morón —a la que se hallaba vinculada jurisdiccionalmente—, cuando Carlos V otorgó privilegio de villazgo a Arahal, documento quemado en los disturbios de 1857.
Sobre Arahal escribió Fray Jesús María de San Francisco, de San Juan del Puerto, en sus Crónicas de la Fundación de San Diego en Andalucía (impresa en Sevilla en 1726): "Sin lisonja puede llamarse a esta Villa de latinidad la pequeña y fecunda Atenas, pues tiene diferentes escuelas, donde con eminencias se enseñan la Retórica y luminosas letras [...]. Esta gran propiedad con que se enseña en Arahal, Elocuencia ha dado a las Religiones y a las Artes muy preclaros hijos, pues apenas habrá alguna de las que en España existen que no tengan eminentes sujetos procedentes de sus Escuelas".
El 30 de septiembre de 1796 el papa Pio VI reconoce a Santa María Magdalena Penitente como patrona principal de la villa de Arahal por petición del clero local en representación del pueblo, título que la tradición le ostentaba de facto desde la conquista de Fernando III del propio territorio el 22 de julio de 1240.
En 1857, año de malas cosechas, se vivió una revuelta protagonizada por el campesinado. El gobierno de Narváez llevaría a cabo una represión. En cuanto a los móviles que llevaron al levantamiento campesino existen grandes dudas. Según Benito Pérez Galdós, en su novela perteneciente a los episodios nacionales O'Donnell, el móvil que llevó a aquellos hechos fue el hambre.
Destacable fue la visita en septiembre de 1870 del Exmo. Sr. Don Mariano Téllez-Girón y Beaufort Spontin, XII Duque de Osuna. El pueblo engalanado y jubiloso se echó a la calle para recibir a su antiguo señor jurisdiccional. El Duque se encaminó a la Parroquia de Santa María Magdalena, donde se entonó un Te Deum de acción de gracias por su visita. A su paso, el público iba tendiendo sus capas y mantones formando una improvisada alfombra. Emocionado el duque, pide que se le informe sobre los deseos del pueblo, concediendo rescindir los principales contratos de arriendos de tierras y otorgando tierras a los solicitantes.
El rey Alfonso XIII concedió el título de ciudad a la villa de Arahal por real decreto de 1907, gracias a la mediación de Eduardo Benjumea y Zayas, IV marqués de Monteflorido y diputado a Cortes.

#### Segunda República
El 3 de abril de 1936, un incidente llevó a la detención de varios dirigentes del partido derechista Acción Popular. Con su puesta en libertad, se organizó de manera espontánea un tumulto de indignación que llevó a la masa al casino de la CEDA y destrozaron los muebles.
Los asaltos a iglesias y atentados de las turbas marxistas ya habían comenzado con el inicio de la Segunda República. El 3 de abril de 1936, se detuvieron a varios dirigentes del partido derechista Acción Popular. Más tarde, se abrieron las puertas de la cárcel para que los detenidos huyeran, muchos lo hicieron pero otros no se arriesgaron a huir y al ver que la cárcel estaba abierta, las turbas, volvieron a cerrarla, quedando allí más de veinte personas, afines al Levantamiento, que fueron quemadas vivas, entre ellas varios adolescentes y una mujer y se produjo la quema y saqueo de todas las iglesias de la ciudad, perdiéndose un patrimonio importantísimo. Con la entrada en el pueblo, el 22 de julio, de las tropas de Queipo de Llano, comenzaron los asesinatos de muchos comunistas y anarquistas, hasta más de 200.[cita requerida]

#### Dictadura franquista
Por decreto de 30 de diciembre de 1943 se da a su Ayuntamiento el tratamiento de excelencia.

## Toponimia
Ar-rahal es un término árabe, referido al lugar del camino donde parar a descansar. En el Levante español, rahal también se aplicó a una casa de campo destinada a labores agrícolas. Pero en Andalucía y Extremadura se refiere a ‘la majada’ o ‘el hato’ donde los pastores guardaban sus rebaños en la zona, que es lo que debió de ser el lugar de Arahal en época islámica.
El territorio de Arahal fue donado por Sancho IV a la orden de Alcántara, como parte del término de Morón, en 1285. El nombre de "El Arrahal" está documentado como topónimo en 1342, un siglo después de las conquistas castellanas en la zona, y su significado debía de ser claro para los pobladores de la región. Es difícil precisar si El Arrahal era entonces poco más que el lugar donde los pastores seguían reuniendo sus rebaños, o si ya estaba habitado por un buen número de vecinos dedicados principalmente a otros menesteres.
El estudio de su nombre y otros indicios solo permite suponer que el poblamiento de Arahal se realizó a lo largo del siglo XIV de forma espontánea, pero a un ritmo que no es posible precisar. Por estar en término de Morón, los primeros pobladores del siglo XIV se beneficiaron de los privilegios derivados de su condición fronteriza, al tiempo que disfrutaban de un emplazamiento próximo a los principales caminos y a otros pastos más seguros de la región.
Desde principios del siglo XV, las Actas Capitulares de Morón dan fe de que El Arrahal es ya un lugar bien poblado, que consigue arrancar al concejo de Morón importantes cuotas de gobierno, antes de la segregación definitiva en 1554.
En época turdetana existió una ciudad al poniente del emplazamiento actual de Arahal llamada Basilippo, documentada en itinerarios romanos y en varias inscripciones de los alrededores de Arahal, una de las mansiones de la vía que se dirigía desde Sevilla a la costa mediterránea y muy cerca del cruce de la vía del Estrecho hacia Córdoba. El principal vestigio de la misma es un importante monumento funerario conocido hoy como Torre del Cincho.
Madoz, en su Diccionario geográfico-estadístico-histórico de España y sus posesiones de Ultramar (1850), analiza esta población, que se denominaba El Arahal, indicando que contaba con 1103 casas, que se distribuían en 45 calles y dos plazas.
Hasta 1981, el topónimo mediante el cual aparecía en los censos oficiales era El Arahal, pasando a denominarse oficialmente Arahal tras esa fecha.

## Clima
Arahal tiene un clima mediterráneo Csa según la Clasificación climática de Köppen, se caracteriza por sus precipitaciones variables, veranos secos y extremadamente calurosos e inviernos suaves y a menudo lluviosos. 
Una de las temperaturas más altas históricas oficiales se dio cuando se alcanzaron los 49 °C a la sombra el 23 de julio de 1995, según el Anuario Estadístico de Andalucía, el INM y la AEMET.
Arahal dispone en su término municipal de una estación meteorológica ubicada en la Base Aérea de Morón, los datos de esta estación representan el clima de Arahal, en funcionamiento desde 1951.
| Parámetros climáticos promedio de observatorio de la Base Aérea de Morón (municipio de Arahal) (87 m s. n. m.) (periodo de referencia: 1991-2020, extremos: 1951-actualidad) | Parámetros climáticos promedio de observatorio de la Base Aérea de Morón (municipio de Arahal) (87 m s. n. m.) (periodo de referencia: 1991-2020, extremos: 1951-actualidad) | Parámetros climáticos promedio de observatorio de la Base Aérea de Morón (municipio de Arahal) (87 m s. n. m.) (periodo de referencia: 1991-2020, extremos: 1951-actualidad) | Parámetros climáticos promedio de observatorio de la Base Aérea de Morón (municipio de Arahal) (87 m s. n. m.) (periodo de referencia: 1991-2020, extremos: 1951-actualidad) | Parámetros climáticos promedio de observatorio de la Base Aérea de Morón (municipio de Arahal) (87 m s. n. m.) (periodo de referencia: 1991-2020, extremos: 1951-actualidad) | Parámetros climáticos promedio de observatorio de la Base Aérea de Morón (municipio de Arahal) (87 m s. n. m.) (periodo de referencia: 1991-2020, extremos: 1951-actualidad) | Parámetros climáticos promedio de observatorio de la Base Aérea de Morón (municipio de Arahal) (87 m s. n. m.) (periodo de referencia: 1991-2020, extremos: 1951-actualidad) | Parámetros climáticos promedio de observatorio de la Base Aérea de Morón (municipio de Arahal) (87 m s. n. m.) (periodo de referencia: 1991-2020, extremos: 1951-actualidad) | Parámetros climáticos promedio de observatorio de la Base Aérea de Morón (municipio de Arahal) (87 m s. n. m.) (periodo de referencia: 1991-2020, extremos: 1951-actualidad) | Parámetros climáticos promedio de observatorio de la Base Aérea de Morón (municipio de Arahal) (87 m s. n. m.) (periodo de referencia: 1991-2020, extremos: 1951-actualidad) | Parámetros climáticos promedio de observatorio de la Base Aérea de Morón (municipio de Arahal) (87 m s. n. m.) (periodo de referencia: 1991-2020, extremos: 1951-actualidad) | Parámetros climáticos promedio de observatorio de la Base Aérea de Morón (municipio de Arahal) (87 m s. n. m.) (periodo de referencia: 1991-2020, extremos: 1951-actualidad) | Parámetros climáticos promedio de observatorio de la Base Aérea de Morón (municipio de Arahal) (87 m s. n. m.) (periodo de referencia: 1991-2020, extremos: 1951-actualidad) | Parámetros climáticos promedio de observatorio de la Base Aérea de Morón (municipio de Arahal) (87 m s. n. m.) (periodo de referencia: 1991-2020, extremos: 1951-actualidad) |
| Mes | Ene. | Feb. | Mar. | Abr. | May. | Jun. | Jul. | Ago. | Sep. | Oct. | Nov. | Dic. | Anual |
| --- | --- | --- | --- | --- | --- | --- | --- | --- | --- | --- | --- | --- | --- |
| Temp. máx. abs. (°C) | 27.6 | 28.6 | 30.8 | 37.4 | 39.7 | 44.8 | 46.6 | 46.0 | 44.4 | 36.7 | 30.0 | 25.6 | 46.6 |
| Temp. máx. media (°C) | 15.9 | 17.5 | 20.6 | 22.8 | 27.0 | 31.7 | 35.4 | 35.4 | 30.8 | 25.8 | 19.8 | 16.7 | 24.9 |
| Temp. media (°C) | 10.2 | 11.3 | 14.1 | 16.2 | 19.8 | 23.9 | 27.1 | 27.5 | 23.9 | 19.7 | 14.3 | 11.5 | 18.3 |
| Temp. mín. media (°C) | 4.5 | 5.1 | 7.4 | 9.6 | 12.6 | 16.1 | 18.7 | 19.5 | 16.9 | 13.5 | 8.7 | 6.2 | 11.6 |
| Temp. mín. abs. (°C) | -8.0 | -7.8 | -4.2 | -0.4 | 1.6 | 6.0 | 3.0 | 9.0 | 5.4 | 1.2 | -2.4 | -7.0 | -8.0 |
| Precipitación total (mm) | 59.7 | 47.9 | 53.5 | 59.6 | 37.5 | 7.3 | 0.7 | 1.1 | 29.7 | 69.7 | 71.4 | 75.8 | 514.0 |
| Días de precipitaciones (≥ 1 mm) | 6.4 | 5.5 | 6.1 | 6.6 | 4.3 | 0.9 | 0.3 | 0.3 | 2.6 | 6.3 | 6.4 | 7.0 | 52.6 |
| Horas de sol | 183 | 195 | 217 | 246 | 301 | 339 | 369 | 344 | 249 | 226 | 189 | 174 | 3032 |
| Humedad relativa (%) | 74 | 70 | 64 | 61 | 55 | 49 | 44 | 47 | 55 | 63 | 71 | 76 | 60 |
| Fuente: Agencia Estatal de Meteorología | | | | | | | | | | | | | |

## Geografía

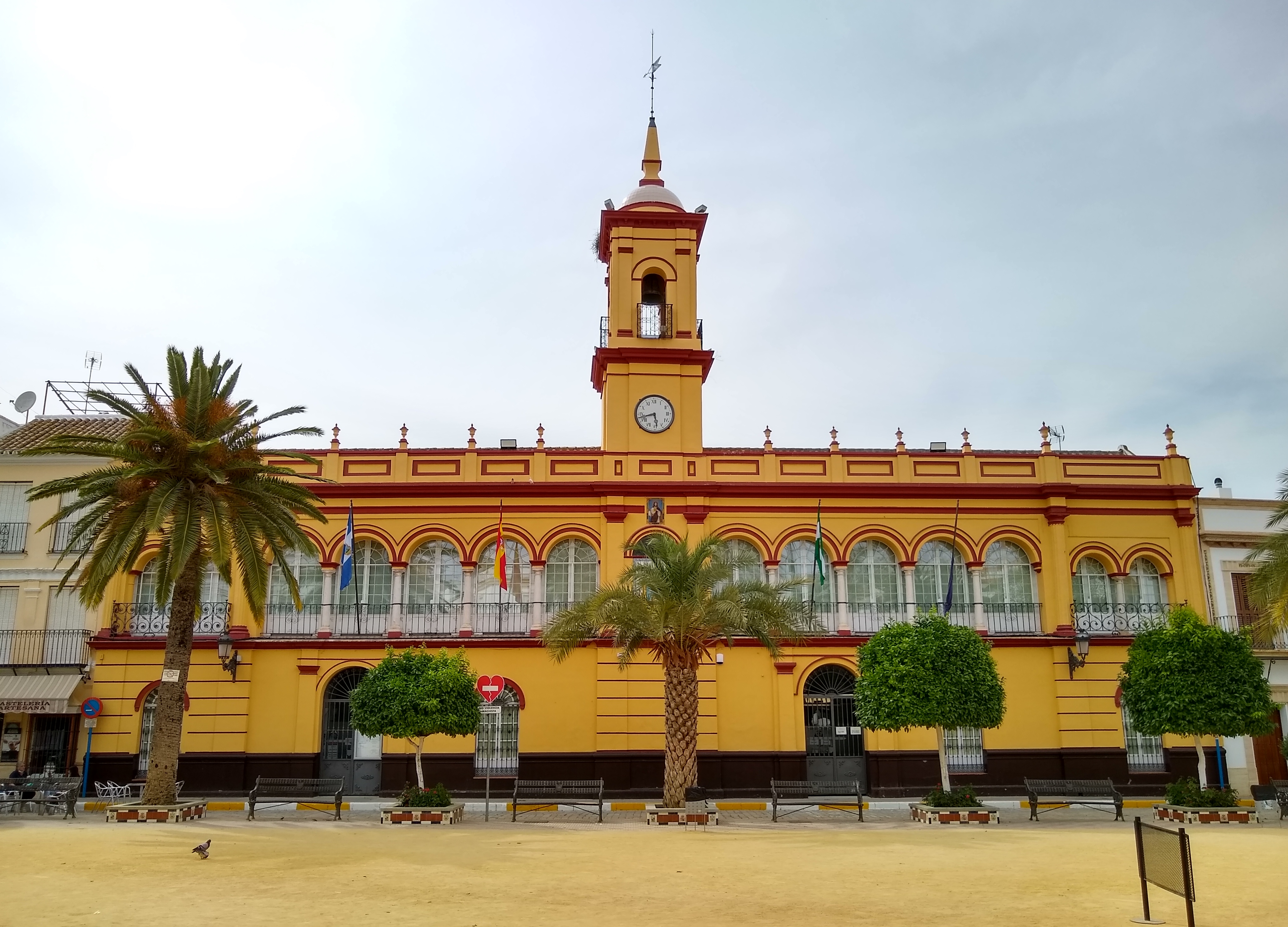
Ayuntamiento de Arahal

Integrado en la comarca de Campiña de Morón y Marchena, se sitúa a 45 kilómetros de Sevilla. El término municipal está atravesado por la autovía A-92, por la carretera autonómica A-394, que conecta con Utrera, y por otras carreteras locales que permiten la comunicación con Carmona, Paradas, Morón de la Frontera y El Coronil. 
La localidad de Arahal se encuentra situada sobre una colina a 114 metros de altitud sobre el nivel del mar, ocupando una franja de terreno definido por La Campiña, comarca y paraje natural caracterizado por sus lomas y llanuras y delimitado por la Sierra Sur, la Vega del Guadalquivir y Los Alcores. Es de señalar que, dentro de su término municipal se encuentra ubicada la Base Aérea de Morón de la Frontera que toma el nombre del núcleo vecino, debido a la mayor cercanía de este al acceso principal a la misma.
El río Guadaíra riega parte del territorio suroccidental en su paso entre Morón de la Frontera y Alcalá de Guadaíra, pero cuenta además con numerosos arroyos estacionales. La altitud oscila entre los 170 metros en el extremo oriental y los 60 metros a orillas del río Guadaíra. 
Cuenta con una extensión superficial de 201,10 km², siendo sus límites geográficos los siguientes:
| Noroeste: Carmona                               | Norte: Paradas                         | Noreste: Paradas y Morón de la Frontera |
| Oeste: Alcalá de Guadaíra, Los Molares y Utrera |                                        | Este: Morón de la Frontera              |
| Sudoeste El Coronil                             | Sur: Morón de la Frontera y Montellano | Sudeste: Morón de la Frontera           |

### Urbanismo
La ciudad de Arahal se origina urbanísticamente a partir de un casco antiguo perfectamente definido y que se desarrolla, con forma redondeada a partir de las traseras de la plaza del ayuntamiento y cuyo centro podemos fijarlo en la Iglesia Parroquial de la Magdalena. Una primera expansión muy dilatada en el espacio y en el tiempo se desarrolla en torno al núcleo originario, si bien, no se expande en dirección noreste. El mayor desarrollo en esta etapa, que dura hasta los años cincuenta aunque en su interior existen importantes edificaciones de los siglos XVIII y XIX, se realiza en dirección sureste, al buscar el crecimiento urbano el apoyo de la antigua travesía de la carretera Sevilla - Antequera. Desde los años cincuenta, la expansión ha sido muy amplia en todas las direcciones en torno a lo anteriormente construido, quedando los límites de la edificación claramente definidos por la autovía A-92, de una parte, y por la vía de ferrocarril, por la otra.
Estos dos elementos mencionados son los que definen la estructura actual del núcleo urbano que se dispone entre ambos en torno a un eje con dirección noreste - suroeste y que queda claramente definido por la calle Corredera. La ciudad, debido a su dilatado proceso de evolución urbanística, no presenta una trama definida, sino que se articula, de forma escasamente ordenada, en torno a cuatro ejes que surgen desde el casco antiguo con direcciones noreste, sureste, suroeste y noroeste.
El parcelario urbano, definido en el casco antiguo y en la expansión realizada hasta los años 50, a partir de grandes manzanas con morfología predominantemente ortogonal, queda desdibujado en las expansiones más recientes con la aparición de tipologías de bloques aislados, grandes equipamientos y crecimientos desordenados que no han sido objeto de planificación hasta tiempos muy recientes.

## Demografía
Cuenta con una población de 19 417 habitantes (INE 2024). El 49,72% de la población es masculina, mientras que las mujeres representan el 50,62% de su población. La variación relativa de la población en el periodo comprendido entre 2012 y 2022 fue del -0,2%. Arahal cuenta con un total de 15 núcleos dentro de su municipio. El 96,5% de sus habitantes viven en el núcleo urbano de Arahal, el 3,5% en otros núcleos urbanos, mientras que el 1,73% vive en diseminado
El municipio cuenta con una baja tasa de inmigración, de tan solo el 1,3%, unos 237 personas en 2022. La nacionalidad más representada entre la población extranjera es la marroquí, representando las personas de este origen el 34,6% de los inmigrantes.
| Gráfica de evolución demográfica de Arahal entre 1842 y 2021                                                          |
| |
| Población de derecho según los censos de población del INE. Población de hecho según los censos de población del INE. |

La edad media de la población para el año 2022 era de 41,6 años. El 21,8% de la población contaba en 2024 con menos de 20 años, el 63,6% tenía entre 20 y 64 años, mientras que el 17,6% contaba con más de 65 años. En el año 2023 se produjeron más defunciones que nacimientos, 169 frente a 149, respectivamente.

## Economía
Arahal basa su economía en la agricultura, la construcción, una incipiente industria metalúrgica y en la nueva pujanza del sector servicios.
El municipio contaba en 2022 con 7 707 hectáreas dedicadas a los cultivos herbáceos, siendo el trigo el principal cultivo herbáceo de regadío (411 ha) y de secano (2 958 ha). La superficie dedicada a los cultivos leñosos es de 8 618 hectáreas, siendo el olivar de aceituna de mesa el tipo de cultivo que más hectáreas ocupa. Respecto a la aceituna de mesa en sus variedades de manzanilla y gordal, Arahal es el primer productor mundial, de estas variedades.
Gracias a empresas como Labradores de la Campiña, es una cooperativa agrícola que produce aceitunas de mesa y aceite virgen extra. Este seleccionado producto tiene un sello de identidad.
En el año 2023, Arahal contaba con un total de 1 343 establecimientos. El 4,2% de los establecimientos son sin asalariados, el 40% tiene hasta 5 asalariados, el 8% cuenta con entre 6 y 19 asalariados, mientras que únicamente el 2,3% cuenta con 20 o más asalariados. En cuanto a las principales actividades económicas que se producen en el municipio, el 28,67% de los establecimientos estaban dedicados al comercio (al por mayor y al por menor), el 15,78% se dedican a la agricultura o la ganadería, el 10,8% a la construcción, el 7,74% a la industria manufacturera y el 7,52% a la hostelería, mientras que el restante pertenece a otras actividades económicas. El municipio cuenta con 5 hostales con un total de 188 plazas hoteleras.
La tasa de desempleo en el año 2023 era correspondiente al 18,3%, siendo la tasa de paro femenina superior a la masculina. El mercado laboral de la localidad en 2024 contaba con 8 323 contratos, siendo el 59,7% correspondiente a hombres y el 40,3% a mujeres. De los contratos de trabajo, el 68,74% son temporales, mientras que el 31,26% eran contratos indefinidos. El 3,67% de los contratos son correspondiente a extranjeros.
La renta bruta media del municipio para el año 2022 era de 20 390€, mientras que la renta disponible media era de 17 442€.

### Evolución de la deuda viva municipal
| Gráfica de evolución de Deuda viva del Ayuntamiento de Arahal entre 2008 y 2019                                |
| |
| Deuda viva del Ayuntamiento de Arahal en miles de Euros según datos del Ministerio de Hacienda y Ad. Públicas. |

## Administración y política
| Periodo   | Nombre                                                                                               | Partido                  |
| --------- | --- | ------------------------ |
| 1979-1983 | Claudio García Gallego (Dimite en septiembre de 1981 y Manuel Bravo le sucede en el cargo).          | PSOE                     |
| 1983-1987 | Manuel Bravo García                                                                                  | PSOE                     |
| 1987-1991 | Manuel Bravo García                                                                                  | PSOE                     |
| 1991-1995 | José F. Gago Bohórquez                                                                               | IU-LV-CA                 |
| 1995-1999 | Francisco Jiménez Oliva                                                                              | PSOE                     |
| 1999-2003 | Tomás Guisado/Manuel Brenes                                                                          | Independientes de Arahal |
| 2003-2007 | Miguel Manaute Humanes                                                                               | PSOE                     |
| 2007-2011 | Miguel Ángel Márquez González                                                                        | IU-LV-CA                 |
| 2011-2015 | Miguel Ángel Márquez González                                                                        | IU-LV-CA                 |
| 2015-2019 | Miguel Ángel Márquez González                                                                        | IU-LV-CA                 |
| 2019-2023 | Miguel Ángel Márquez González (Dimite en junio de 2022 y Ana Barrios Sánchez le sucede en el cargo). | IU-LV-CA                 |
| 2023-act. | Ana Barrios Sánchez                                                                                  | IU-LV-CA                 |

## Patrimonio

### Arquitectura religiosa

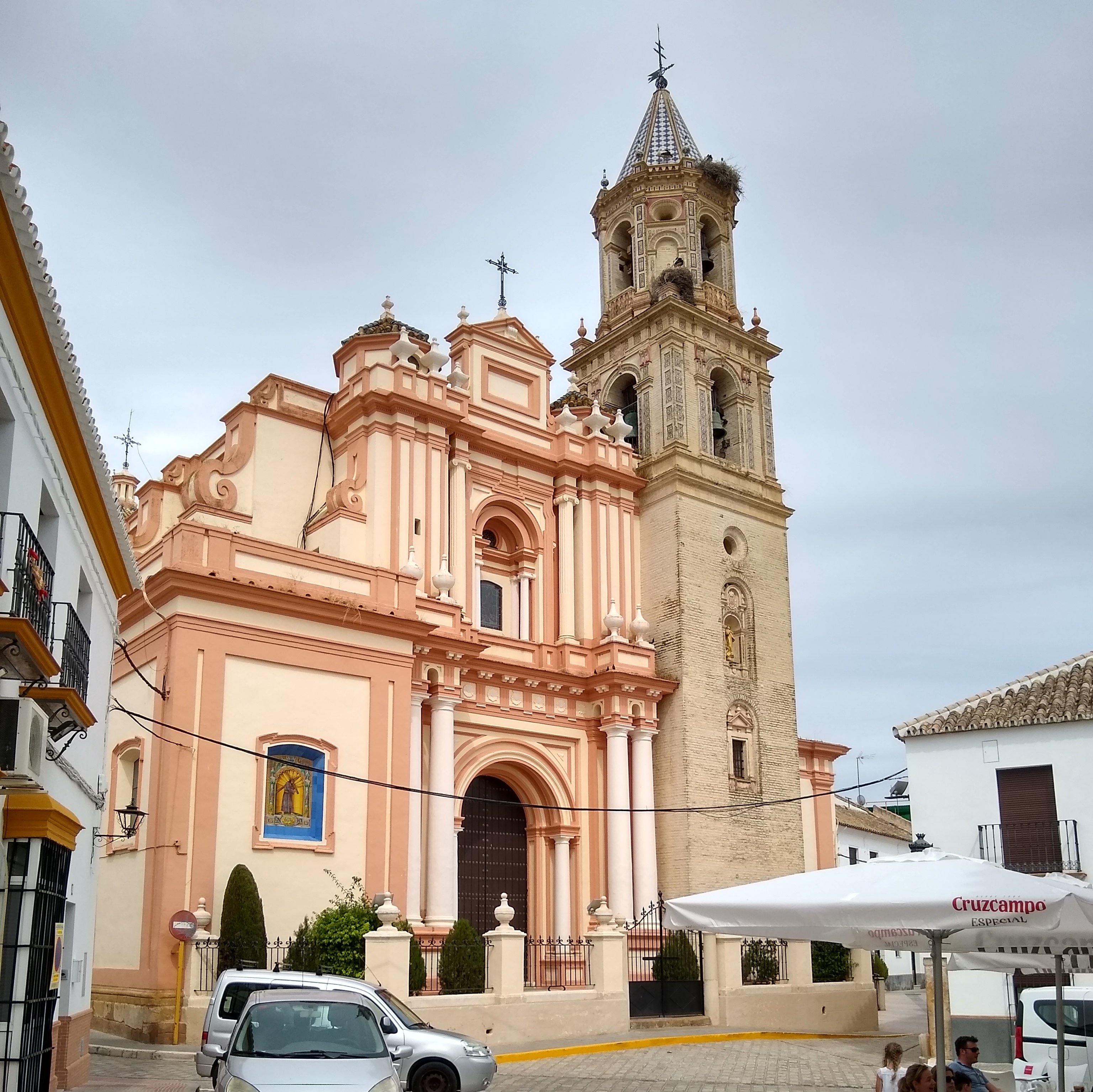
Iglesia de Santa María Magdalena.

- Iglesia Parroquial de Santa María Magdalena. El colocar la Iglesia y San Fernando Rey a Arahal, bajo el patrocinio celestial de Santa María Magdalena, obedece al hecho de haber coincidido la reconquista del lugar con el día de la Santa, el 22 de julio.

La noticia de mayor antigüedad sobre Santa María Magdalena se remonta a una carta de 20 de mayo de 1342, «…del rey sobre la tercera parte de los diezmos del término de Morón y el Arahal y Cote…», aunque la noticia documental directa más antigua es de 1501, año en el que se la cita textualmente en la redacción de un acuerdo entre ciudades. Por otro lado, se vuelve a mencionar en el año 1530 la iglesia en una provisión de don Pedro Girón y Velasco, «…donando una cantidad de granos para pósito, los cuales se venderían todos los años para volver a comprar, quedando la diferencia para gastos de fábrica de dicha iglesia…». Nuevamente tenemos noticias, referentes a la concordia entre el Cabildo de la Catedral de Sevilla y don Juan Téllez de Girón, sobre los diezmos entre Osuna y Arahal. En el último tercio de siglo, se cita en el año 1583 la construcción o advocación de una capilla a San Blas en el altar mayor. Por último, a finales, en el año 1599, se le pagan 87.820 maravedíes a Juan de Oviedo, escultor, vecino de Sevilla, por el coro nuevo para la iglesia de Santa María Magdalena de Arahal.
El templo de traza mudéjar, construido en el siglo XIV, debido a su pésimo estado de conservación generaba continuos problemas. Esta situación se venía padeciendo desde mediados del siglo XVIII, en que ya se pensó en reconstruirla, viéndose afectada casi en su totalidad por el terremoto de Lisboa en 1755. «…Hacia las diez de la mañana del primer día de noviembre de 1755, la tierra tembló en un punto del océano Atlántico frente al cabo de San Vicente, cuya intensidad la clasifican los expertos con una magnitud de entre 7,3 y 8,5 grados en la escala de Richter, con epicentro en las aguas cercanas a la capital lusitana, agravando la devastación producida por el mismo, un par de olas gigantes…». Este fenómeno geológico tuvo una trascendencia esencial en el desarrollo histórico de las cofradías de Arahal, ya que la afectación de la fábrica de la parroquia de Santa María Magdalena obligó a las Hermandades allí radicadas a desalojar sus capillas y trasladarse a refugios provisionales; hecho que, con el tiempo, incidió notablemente, en el desenvolvimiento de aquellas.
Sin embargo, no fue hasta 1785 que se decidió derribar la iglesia y construir la actual, siendo trasladados todos los servicios a la iglesia hospital de la Misericordia: «…La iglesia está sirviendo de parroquia a causa de estar haciéndose obra en la Iglesia parroquial y que por la estrechez de la misma es imposible celebrar los oficios por hacerlos en primer lugar la parroquia e igualmente imposible se saque en procesión la reliquia del Stmo. Cristo aún cuando cesen las continuadas lluvias...». El actual templo fue financiado por el IX Duque de Osuna, don Pedro Téllez de Girón, su trazado se debe a don Julián Barcenilla y su hechura, al arquitecto académico don Lucas Cintora, interviniendo también en el control de las obras don Fernando Rosales. Cuando concluyeron las obras, en el año 1800, cuando la Casa de Ureña disfrutaba de gran privilegio tras su financiación, en lugar bien visible y de honor, en la capilla mayor del templo, a uno y otro lado del altar, fueron fijadas sendas cartelas, una con las armas de la dinastía y otra con la siguiente leyenda: «OPTIMI PROCERUM GRATUS RECORDARE. SIENDO SUMUS PONTIFICE EL SR. PÍO VII Y REY DE ESPAÑA EL SR. DN. CARLOS IV, LA MUNIFICENCIA Y PIEDAD DEL EXCMO. SR. D. PEDRO DE ALCANTARA, TELLEZ GIRON, IX DUQUE DE OSUNA, XIII CONDE DE UREÑA, VIII MARQUES DE PEÑAFIEL, HABIENDO DEMOLIDO EL ANTIGUO QUE AMENAZARA RUINA, A SUS EXPENSAS SACO DE CIMIENTOS ESTE MAGNIFICO TEMPLO, CUYA REEDIFICACIÓN PRINCIPIO AÑO DE MDCCLXXXV Y SE CONCLUYO EL DE MDCCC».
Es un edificio de ladrillo y mampostería, con tres naves, crucero y coro tras el presbiterio, en forma de ábside semicircular, de raíz palladiana. Se cierra con bóvedas vaídas, con lunetos en la nave central y vaídas transversales en los laterales. El crucero se cubre con cúpula; el presbiterio en su primer tramo lo hace con bóveda de cañón y en el segundo con una de cuarto de esfera sostenida por columnas toscanas a modo de baldaquino, separando el espacio del presbiterio del coro. El buque de la iglesia se sostiene por medio de pilares cuadrangulares con pilastras toscanas adosadas sobre las que se apoyan arcos de medio punto. La molduración interna y externa es neoclásica, con potentes entablamentos con frisos decorados con triglifos y metopas. Bajo el baldaquino que hace las veces de retablo mayor, magnífica obra del valenciano Antonio Marzal, concluida en 1800, se encuentra la imponente imagen de Santa María Magdalena, patrona de la Ciudad y Titular de la Parroquia. Es una escultura en madera policromada que se sitúa sobre una gran mesa de altar y pedestal de mármol rojo y negro. El coro está diseñado detrás del altar al modo del de la iglesia del Redentor de Palladio en Venecia. En su espacio se adaptó la sillería coral que realizara José Victorino Casaus en 1769, obra del más puro estilo barroco aunque ya recupera algunas formas clásicas. El órgano fue realizado hacia 1759 por Francisco Pérez de Valladolid, y la caja por el tallista José Victorino Casaus.
La fachada principal posee una portada neoclásica de ladrillo enfoscado en forma de arco triunfal, que consta de dos cuerpos, con columnas y pilastras toscanas en el primero y jónicas en el segundo, rematándose con frontón partido.
En las naves se encuentran una serie de retablos neoclásicos de buena factura, tallados en madera y policromados imitando jaspes. Los más primitivos datan de hacia 1800. La iglesia consta de los siguientes retablos: Nuestro Padre Jesús Nazareno y Nuestra Señora de los Dolores (José Rivera, 1942 y 1944), Inmaculada Concepción (siglo XVIII, reformada en el XX), Cristo de la Esperanza (Pineda Calderón, 1947), San Antonio y Santa Bárbara (siglo XVIII), Capilla Bautismal con la imagen procesional de Santa María Magdalena (Hernández León, 2002), Perpetuo Socorro, Virgen de las Angustias en el antiguo de San Pedro, Virgen de Montemayor y San José y Virgen del Rosario. Entre las imágenes destaca una Inmaculada Concepción, situada en el presbiterio, tallada a mediados del siglo XVIII y muy cercana a la técnica de Benito de Hita y Castillo. El púlpito es una obra de cerrajería barroca de finales del siglo XVIII. Decoran las paredes interesantes pinturas como una Inmaculada del XVII, las Ánimas Benditas, Cristo recogiendo sus vestiduras, la Magdalena, San Cristóbal, el Lavatorio, etc.
La capilla sacramental es un edificio independiente, resto de la antigua iglesia. Está situada a los pies de la iglesia, en la nave de la Epístola, accediendo a ella a través de una artística reja. La capilla es obra de Ambrosio de Figueroa. La ejecución corrió a cargo de Pedro Álvarez, y la decoración de la bóveda de Francisco Casaus. Es de planta rectangular con dos tramos, uno cubierto por bóveda semiesférica y otro de medio cañón con lunetos. La observación hace pensar en una remodelación neoclásica contemporánea a la construcción del templo. El retablo principal está articulado por estípites del siglo XVIII. Existe un retablo lateral, de los llamado de pared, obra del XVIII y que alberga una pequeña y antigua imagen de la Virgen. En la pared del fondo, interesante pintura con los Corazones de Jesús y María.
La torre es una obra de excepcional calidad y muestra la maestría en la talla del ladrillo de los alarifes de la comarca. Está formada por tres cuerpos y chapitel piramidal, siendo los dos primeros de planta cuadrangular y el último octogonal. Está decorada con azulejos de los siglos XVI y XVII, plenamente integradas en las pilastras y paneles, además de unas ménsulas de cuello de paloma propias del siglo XVII.
De la antigua riqueza de esta parroquia son todavía testigos la magnífica cruz parroquial, obra de Francisco de Alfaro en 1585; el copón de plata dorada, en estilo rococó, realizado por Pedro Valenzuela en 1775; una custodia procesional con su ostensorio y arqueta eucarística en plata de ley de finales del siglo XVIII; dos ostensorios; el acetre barroco realizado en 1701 por José Manuel Domínguez; la demanda de José Guzmán (1798); el hostiario y copón de traza manierista de plata dorada y botones de esmalte de los años 20 del siglo XVII; el juego de altar con decoración imperio y de rocalla compuesto por cruz de altar, seis candeleros, tres sacras, dos atriles, naveta e incensario, cruz parroquial y dos ciriales, obra de Vicente Gargallo en 1796 para la inauguración del templo; el portaviático de 1806 atribuido a Miguel María Palomino; el copón y la cruz de altar en plata del primer tercio del siglo XVII; el terno bordado en oro sobre raso blanco de principios del siglo XVIII; otro rojo de brocado en oro, fechable a principios del siglo XIX; uno celeste con brocados en plata; y el archivo parroquial, con algunos tomos que datan de la segunda mitad del siglo XVI.

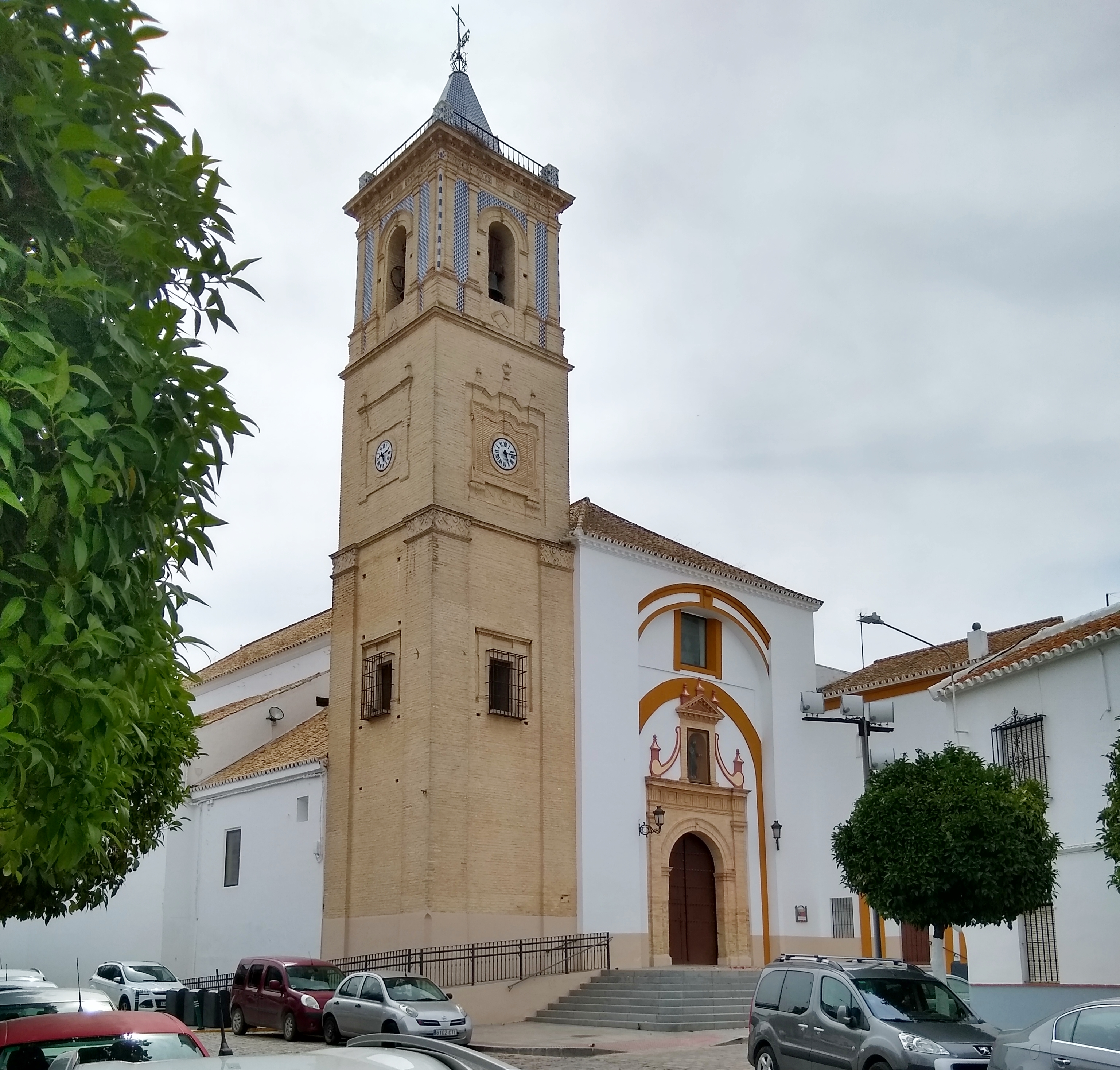
Iglesia de Nuestra Señora de la Victoria.

- Iglesia parroquial de Ntra. Sra. de la Victoria. Antigua ermita dedicada a san Sebastián, patrón de las epidemias. Las obras del templo y convento fueron sufragadas por don Juan Téllez Girón, IV Conde de Ureña y padre del primer Duque de Osuna. Se terminaron las obras en 1546, y en ese mismo año se entregó el edificio a la congregación de los Padres Mínimos. Del conjunto original solo se conservan el templo y una parte del claustro. Conserva la armadura de par y nudillo que cubre la nave mayor de tradición mudéjar.

El retablo del altar mayor, de estilo barroco, puede fecharse en el segundo cuarto del siglo XVIII. Se encuentra presidido por una imagen de la Virgen del Carmen, procedente de Carmona, flanqueada por los arcángeles San Miguel y San Rafael. En el manifestador una escultura de la Inmaculada y en el ático San Francisco de Paula. En el presbiterio se hallan dos pinturas de gran tamaño dedicadas a los martirios de San Juan y San Sebastián. Por la iglesia se distribuyen otras con escenas de la vida de San Francisco de Paula.
En la cabecera de la nave del Evangelio se encuentra un retablo con una imagen de San José y el Niño Jesús, atribuido al círculo de Montes de Oca. En la cabecera de la Epístola, una interesante imagen de la Virgen del Tránsito, del siglo XVIII. En un retablo neogótico se encuentra la imagen de San Pascual Bailón (siglo XVIII).
La torre de la iglesia puede fecharse a fines del siglo XVII o principios del XVIII. 

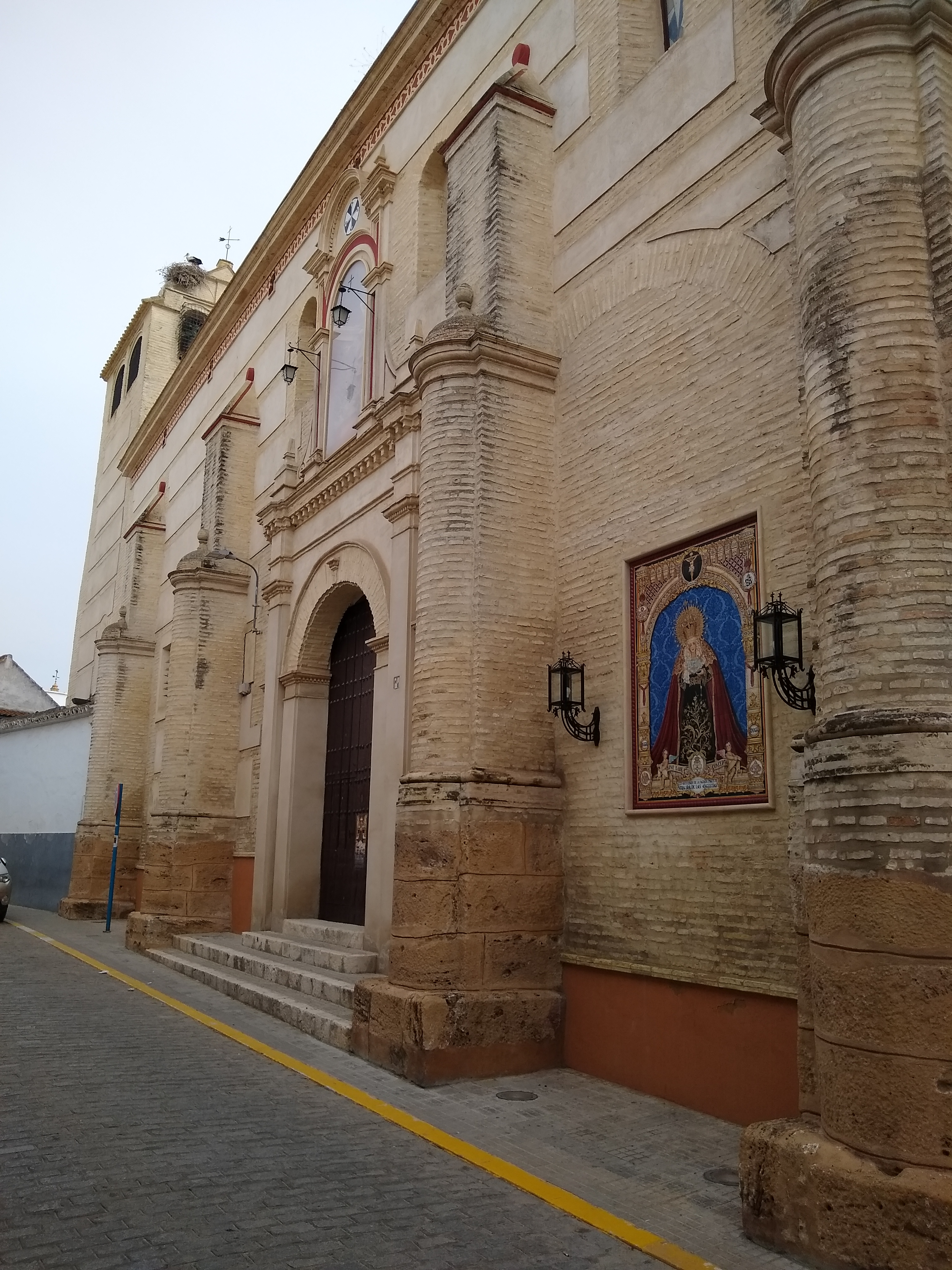
Iglesia del Convento de Nuestra Señora del Rosario.

- Iglesia del convento de Nuestra Señora del Rosario. Las primeras referencias de las que tenemos constancia de las Reverendas Madres Dominicas en Arahal se remontan al 28 de septiembre de 1580. Juan Beltrán, vecino de la villa, presbítero, otorgó su testamento con una serie de cláusulas a Sor María Bautista y Sor María de Santo Domingo, monjas profesas de él. Este cenobio femenino, conocido popularmente como «las Monjas», tuvo sus comienzos de fundación bajo el patrocinio de don Bartolomé de Reina Arias, familiar del Santo Oficio, y su esposa, doña Luisa de Ojeda, vecinos con celo de la Honra de Dios del patriciado urbano de la población, como así consta en los dotes de la fundación del convento, el 2 de enero de 1608, ante el escribano público, don Diego Felipe de Mesa: «…más de trescientas fanegas de tierra, huertas, olivares, un mesón y casas que se hallaban situadas en la calle Serranos que lindan con casas de D. Cristóbal Ponce de León y Dª. Luisa de Ojeda (…) y con la calle Alvaro de Par…». Como fundadores del convento pusieron determinadas premisas. Entre ellas una muy lógica: la posesión de la capilla mayor como enterramiento suyo y de sus herederos.

Fue dotada la fundación con bastantes bienes, según consta en una escritura a 19 de agosto de 1611, compuesta por seis dotes. Pero hasta 1612 no se produce la toma de posesión de las casas, valorándose en 1500 ducados, bajo el priorato de la reverenda Sor María Jesús del Santo Rosario, aprobándose la licencia para la fundación del convento e iglesia, el 11 de abril de 1612, por el Altísimo Señor Don Pedro de Castro y Quiñones, arzobispo de Sevilla, según constaba en un documento firmado a mano y sellado en el archivo de este convento. En esta aprobación, un documento del Rmo. P. General Fray Nicolás Rodolfi Florentino nombra a tres religiosas como fundadoras, las Madres Sor María de San José, Sor María de Jesús y Sor María de la Encarnación, hijas naturales del Convento de Nuestra Señora de la Antigua de la Villa de Utrera.
En las crónicas del cenobio, hoy sin saber su paradero, en el libro de las profesiones constaba como fecha de fundación el 12 de septiembre de 1613, siendo la primera profesión realizada por Me. Sor María del Rosario: «…a diez y ocho días del mes de Octubre de mil seiscientos catorce, en manos del M. R. P. Fray Francisco Chacon Vicario de este Convento siendo Priora la R. Me. Sor Mª. de Jesús siendo la dote de setecientos ducados…», por tanto, las primeras obras de adaptación se concluyeron por esas fechas. Poco tiempo para la magnitud del templo que debe construirse en la segunda mitad del siglo XVII. La pieza más importante de la clausura, ocupada con la biblioteca en la primera planta y el dormitorio en la segunda, fue construida en 1764.
Las primeras obras de adaptación se asentaron en el solar de las «casas principales», como así se cita en un protocolo de 1652, atestiguado en los derribos iniciados en 1868, hallándose restos del primitivo claustro que, en hipótesis, junto con sus dependencias, debía de ocupar hasta la altura del edificio del ayuntamiento. Tal es la cercanía que en anotaciones de la Congregación se recoge la tradicional comida del día de la Encarnación, el 25 de marzo, a los presos de la cárcel: «…por devoción, a este gran Misterio el cual celebrava mucho esta Comunidad daban la comida a los presos que havia en la cárcel que entonces no era de paso como ahora sino de asiento salían después de la Función los criados o trabajadores de este Convento que esperaban en el Compas acompañados del Sr. Vicario llevando las comidas en Calderos y los postres en fuentes y cestas adornadas con flores en gran cantidad por haber de Ordinario muchos presos…».
En los manifiestos archivados anteriormente por la Congregación, existía la tradición al Oficio Divino y Santa Misa en la fiesta litúrgica de Santo Domingo de Guzmán, donde asistían las dos comunidades de frailes existentes de esta Ciudad, los Religiosos Mínimos de San Francisco de Paula del Convento de Nuestra Señora de la Victoria y los Religiosos Franciscanos del Convento de San Roque. Otro dato para destacar: en el libro de oficios se recoge, el 2 de junio de 1763, la donación por don Francisco de Torres Montilla de una custodia de plata de Montilla para la fiesta del Corpus, labrada en Carmona y teniendo un costo de once mil reales: «…solo sesenta onzas de Comunidad fueron lo que puso la camita que servía en el Sagrario. Aquí se escribe para Perpetua memoria y se sepa claramente que solo son sesenta onzas la que tiene la Comunidad, y todo lo restante lo hizo y costeo el dicho D. Francisco de Torres, Dios lo tenga en su gloria-Amen…».
A lo largo del siglo XIX, desde las Cortes de Cádiz hasta Mendizábal se había sucedido un proceso acelerado de desamortización de los bienes eclesiásticos, además del importante latifundio poseedor entre la Iglesia y la nobleza, de los que poseía la Comunidad Religiosa dominica de Arahal una extensión total de 63,8 Has. Debemos tener en cuenta la gran extensión original del cenobio, posiblemente, en principio, hasta la calle Felipe Ramírez, debido a unas obras subterráneas encontradas idénticas a las del huerto del convento. En 1861 se realizó en el interior del convento un pequeño cementerio de unos cinco metros cuadrados que se ubicó en «…un patio o patinillo a una extremidad situado a espaldas de los ángulos o claustros que han servido de noviciado con quienes linda y apartados de las casas de don Fernando Soriano…».
En septiembre de 1868, tras el derrocamiento de Isabel II y el consiguiente triunfo revolucionario, la Junta Local que se hizo cargo de la villa acordó la destrucción del convento y la edificación de una plaza o mercado de abastos. Iniciados los derribos, tras la mediación de don Rafael Manaute, primera autoridad municipal, rectificó el acuerdo de la demolición. Este convento, a lo largo de los siglos, ha sufrido muchos atropellos y desmanes por los elementos contrarios a la Santa Religión, teniendo que abandonar el cenobio las beneméritas religiosas el 26 de julio de 1872, recibiendo el amparo y protección de las religiosas del Pozo Santo en el Hospital de la Caridad y Misericordia. Tras la ley del Concordato entre el Estado español y la Santa Sede firmado en 1851, se les eximió de la exclaustración, debiendo mantener abierta una escuela de párvulos, siendo su apertura el 2 de abril de 1910. Continuaron su vida en Comunidad con normalidad hasta que la Congregación se vio obligada por los atropellos de los marxistas en 1936 a tener que volver a salir del cenobio, como así lo relatan en las crónicas que poseía la Comunidad: «…estando durante cincuenta días fuera del mismo, salvándose de la quema de la cárcel, siendo liberadas a pesar de que querían prendernos como lo hicieron con muchas personas…».
En la iglesia, de una sola nave, destaca el retablo mayor, obra de Cristóbal de Guadix. Lo preside una maravillosa talla de la Virgen del Rosario, obra del siglo XVIII y tocada con corona y ráfaga del XVII. Formado el altar por tres calles, destaca el orden gigante de las columnas salomónicas de seis espiras decoradas con pámpanos. Sobre la hornacina central se sitúa un relieve de la Anunciación, y en el ático una pintura de Cristo Crucificado y el escudo dominico, flanqueándolo imágenes de San Miguel y San Rafael. En las calles laterales se sitúan Santo Domingo de Guzmán y Santo Tomás de Aquino. Sobre ellos dos figuras de medio cuerpo de Santa Rosa de Lima y Santa Catalina de Siena. Sobre un banco profusamente tallado con decoración carnosa de tipo vegetal se encuentran las imágenes de San Francisco y Santa Teresa, obras que no pertenecen al programa iconográfico original. Bajo la hornacina central se encuentra un manifestador que acoge el boceto de la imagen del Santo Cristo de la Misericordia. Los muros laterales del presbiterio (Batalla de Lepanto, San José, Beato ALberto de Pérgamo, etc.), el arco toral y la bóveda se encuentran decorados con pinturas de la época. La bóveda está consagrada a ensalzar los ejemplos más sublimes de la santidad femenina dominica. La bóveda y los lunetos fueron realizados en 1755 por Estalisnao Caro.
A lo largo de la iglesia se sitúan diversos retablos dedicados a: San José (atribuido a Hita del Castillo); la Virgen de los Dolores (último tercio del siglo XVIII); San Vicente Ferrer (talla de candelero, siglo XVIII); Sagrado Corazón de Jesús (siglo XIX en retablo del XVIII), el frente del altar está decorado con azulejos trianeros de principios del XX; y Santo Domingo de Guzmán.
En el año 2014, las Madres dominicas abandonaron el convento, que fue cedido a los Hermanos Franciscanos de la Cruz Blanca, que actualmente son sus residentes.
- Iglesia del Santo Cristo. La iglesia fue mandada a construir por el indiano natural de Arahal, Juan Leonardo Malo Manrique, en prenda de agradecimiento por salvarlo el Señor de la Misericordia de un naufragio seguro. La terminación de las obras correspondió a los devotos de la milagrosa imagen.

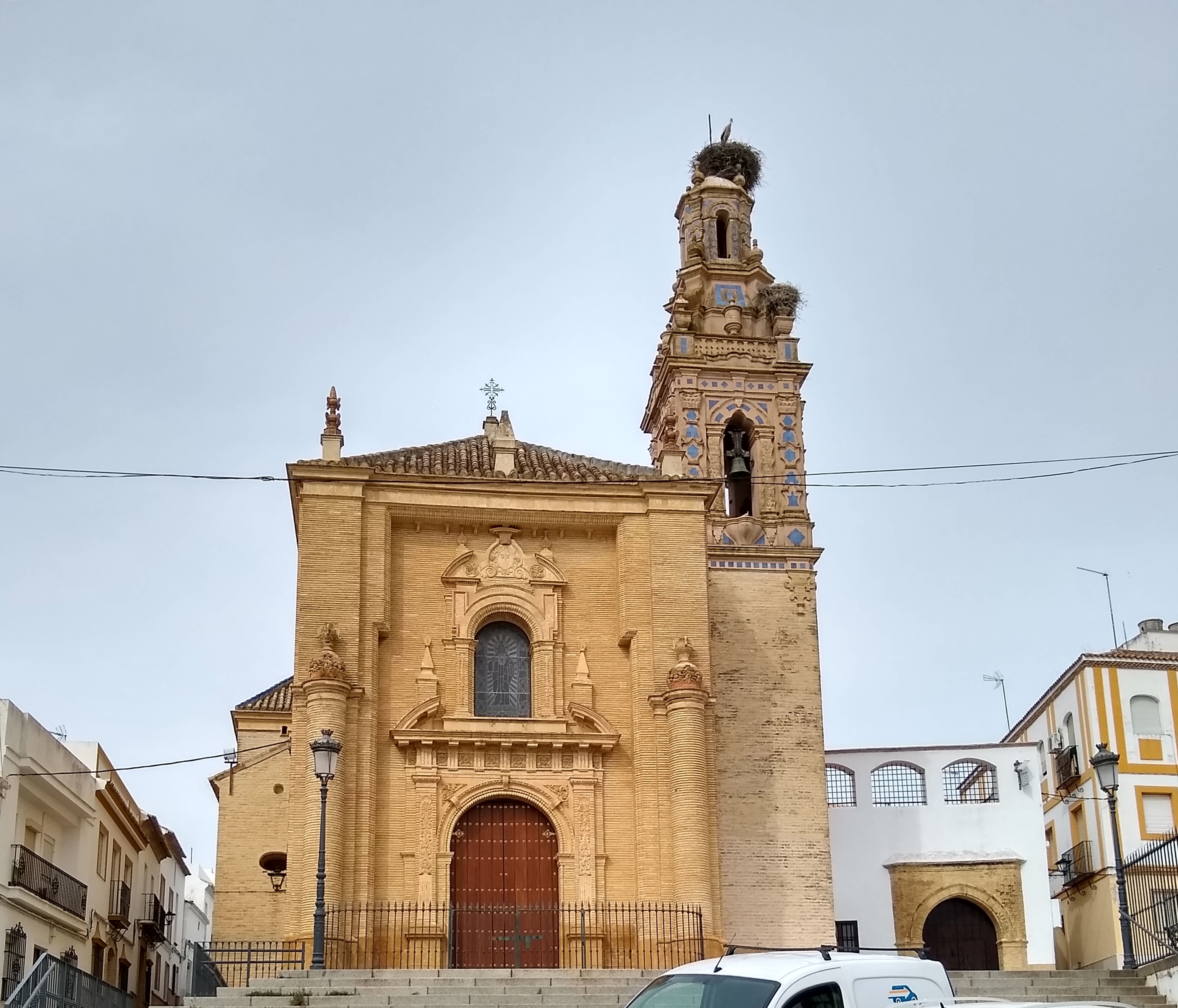
Iglesia del Santo Cristo.

Sustituyó al antiguo templo del siglo XVI -ubicado en lo que ahora es el patio de la iglesia-, del que solo resta su portada.
En el retablo mayor de la iglesia, obra del siglo XVIII, se encuentra la milagrosa imagen del Cristo de la Misericordia, obra de Antonio Castillo Lastrucci en 1937, que vino a sustituir a la hierática y majestuosa talla destruida en 1936 y que se atribuía a Pedro Millán. El camarín del Señor se encuentra decorado frescos que datan del siglo XVIII y azulejería diseñada por Aníbal González. El Santísimo Cristo de la Misericordia posee la medalla de la ciudad desde 2001.
En los laterales, seis retablos barrocos con las imágenes de Cristo Crucificado, el Sagrado Corazón de Jesús, San Francisco de Asís, Madre de Dios del Carmen (siglo XVIII), la Divina Pastora y San José, San Luis Gonzaga y la Virgen de los Dolores (cotitular de la cofradía) de 1942.

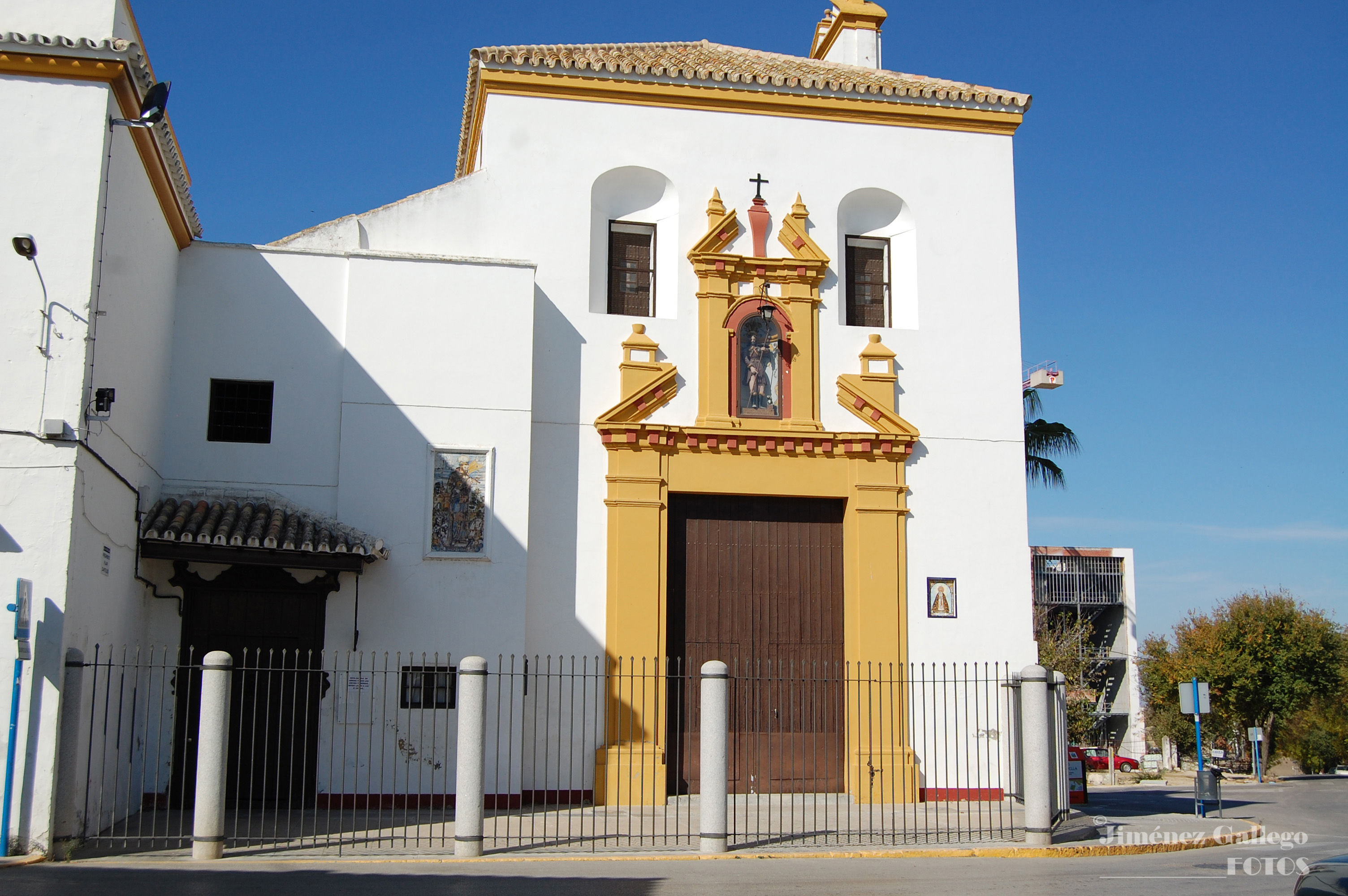
Iglesia del antiguo convento de San Roque.

- Iglesia del antiguo convento de San Roque. Los frailes franciscanos ocuparon la antigua ermita en la que residía la Cofradía de Jesús Nazareno en 1624, hasta que fueron exclaustrados en el siglo XIX. Este convento comenzó a fraguarse a finales del XVI pero por la negativa del entonces Arzobispo de Sevilla a que se fundaran más conventos de pobreza en la villa, hubo que esperar hasta el fallecimiento del arzobispo y fue cuando se autorizó su fundación.

De entre los retablos destaca el del altar mayor, del siglo XVIII aunque reformado, en cuya hornacina central se ubica actualmente una imagen de la Virgen de los Dolores, de finales del siglo XVII.
En la capilla del Sagrario, interesante retablo con San Pascual Bailón. En ella se encuentra una imagen de menor tamaño que el natural del Cristo Yacente.
- Iglesia de la Vera Cruz. Es uno de los ejemplares más interesantes de la arquitectura andaluza del siglo XVIII, aunque parece que existía en 1602. Tiene una curiosa y valiosa portada en el ladrillo labrado, de estilo colonial. Se restauró en 1780 y en 2004.

Actualmente preside la iglesia el conjunto de la Piedad, obra de Dubé de Luque. En una capilla, la Virgen del Rosario.

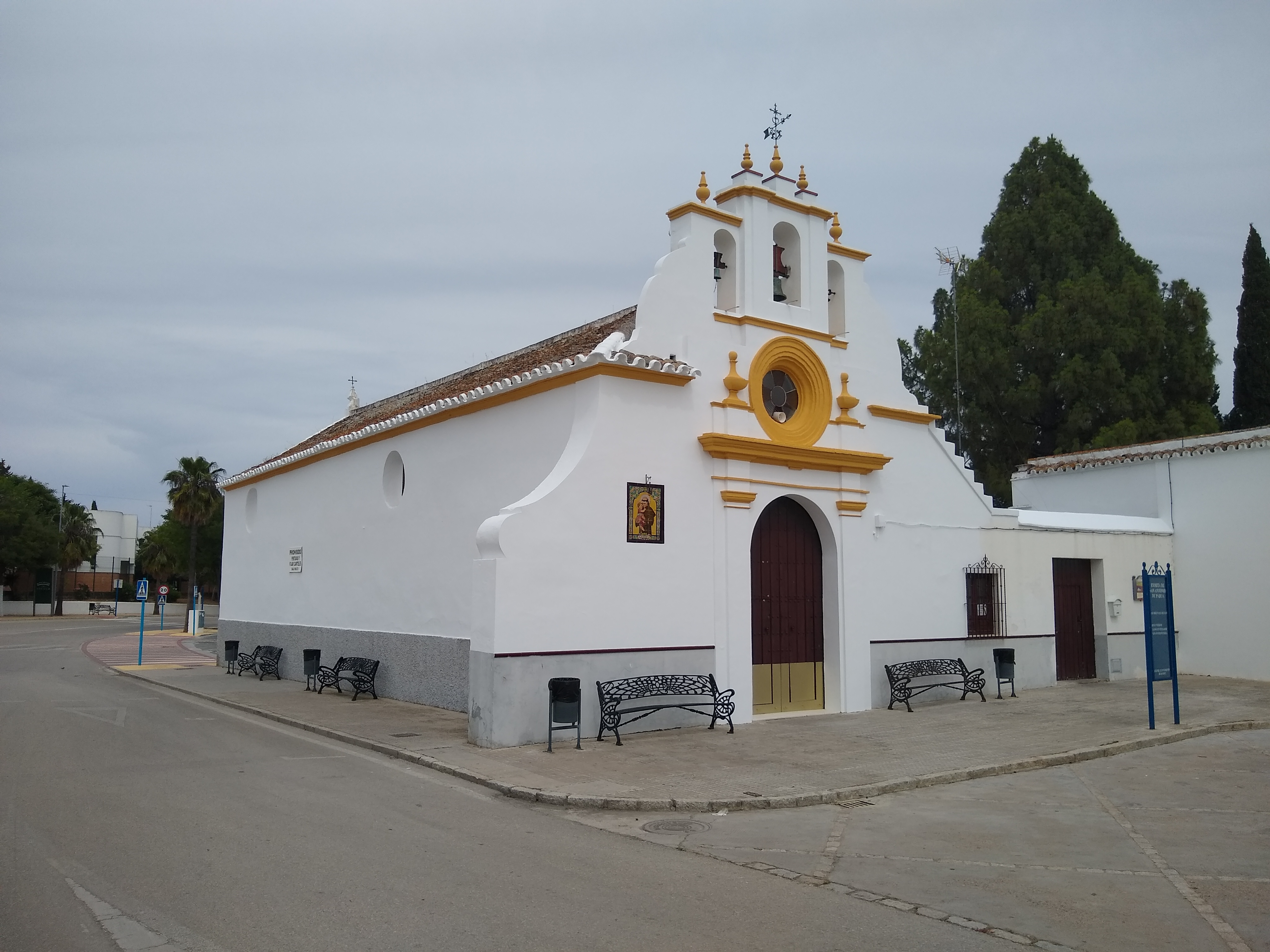
Ermita de San Antonio.

- Ermita de San Antonio. Construida a mediados del XVII pasó después a ser la iglesia adyacente del antiguo Cementerio Parroquial. Ya existía a principios del XVII, aunque el actual edificio debe ser del XVIII, pues aparece citada por estas fechas configuradas como tal, y para Madoz resulta ser en 1849 todavía una obra moderna. Es un templo de una sola nave con cinco tramos articulados con pilastras adosadas cajeadas y cubiertas de bóvedas vaídas.El retablo original del siglo XVIII fue sustituido por uno moderno realizado por el artista local José Gamboa Sánchez, que contiene al actual titular que data de 1937, obra del imaginero catalán afincado en Sevilla, Modesto Gené Roig, costeada por suscripción popular, después de haber desaparecido la anterior imagen de San Antonio de Padua en 1936, y en cuyo brazo porta a un Niño Jesús del siglo XVIII.

Lo más importante del conjunto es la propia arquitectura con una portada sencilla remarcada por pilastras, friso y gran óculo que recuerda las obras de Antonio de Figueroa y Ruiz coronándose con una espadaña de triple vano. Viene a ser, una vez más fruto de la interpretación de un maestro local de los presupuestos barrocos pasados de moda, cuando ya se imponía en el lenguaje neoclásico. También cuenta con un coro ubicado encima del dintel de la puerta de entrada de la ermita, obra también de José Gamboa Sánchez. En su interior se conservan algunas imágenes y lienzos de marcado carácter popular que copian otros de reconocido prestigio como el lienzo de la Virgen de Belén.
En esta capilla se venera la imagen de Nuestra Señora del Rosario de Fátima, donada por Doña María Josefa Alcalá Ayala, esposa de Don Antonio Vega Coronado y abuelos de Don Antonio Nieto Vega, cronista oficial de la Ciudad de Arahal. Esta donación figura en acta con fecha a 22 de junio de 1950, certificándolo con su firma el hermano mayor D. Nicolás Troncoso y el secretario José Luis Alcázar, celebrándose en su honor un Solemne Triduo los días 29 y 30 de junio y 1 de julio de 1950, en la ermita de San Antonio.
Además se encuentran las imágenes de la Virgen del Carmen, Santa Ángela de la Cruz, Santísimo Cristo del Perdón y una imagen de Cristo Resucitado, talla en madera de cedro policromada bendecida en mayo de 2007, obra del imaginero José Coronado Cabrera, de Morón de la Frontera (discípulo de Antonio Joaquín Dubé de Luque).
- Ermita de Madre de Dios del Campo

La noticia de mayor antigüedad se remite al año 1544, siendo la sede de la Hermandad de Nuestra Señora del Campo, fundada en 1615, localizándose en el encuentro de La Mata y el camino de Alcalá de Guadaíra con Málaga. Se mantuvo en pie hasta finales del XIX. Actualmente, en su solar se ubica un restaurante. Recientemente los vecinos de la calle han colocado un retablo de azulejos con la imagen de Madre de Dios, en recuerdo a la antigua ermita.
Fuentes: Antonio Jiménez Pérez, Notas Históricas de Arahal (1972); Juan Luis Ravé Prieto, Guía Artística de Arahal (2005); Manuel Jesús García Amador, Un Paseo por Arahal (2015); Manuel Jesús García Amador, Arte y Fe. Compendio General de la Arquitectura Religiosa de Arahal (2023).

### Arquitectura civil

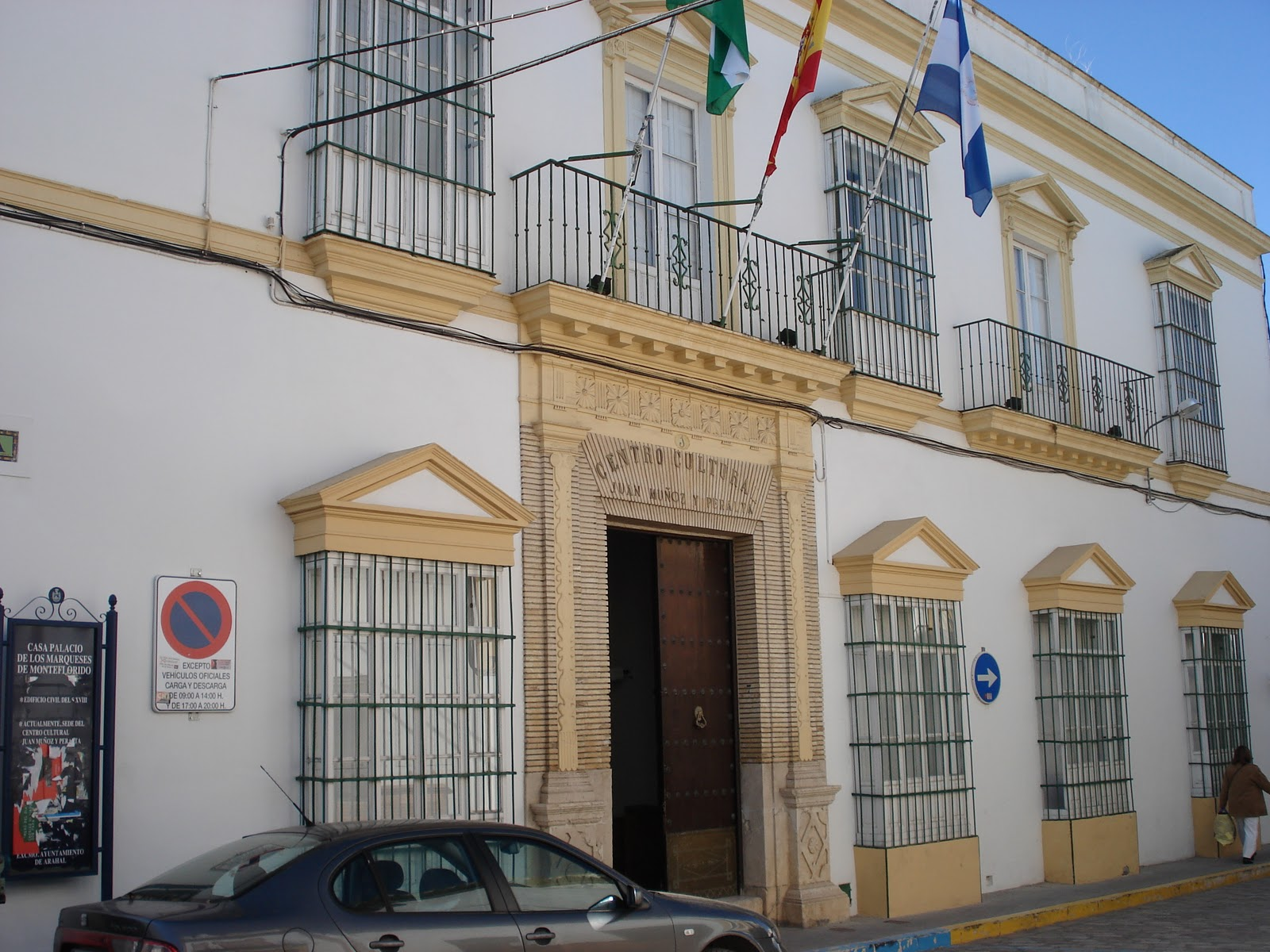
Casa de la cultura, que fue del Marqués de Monteflorido.

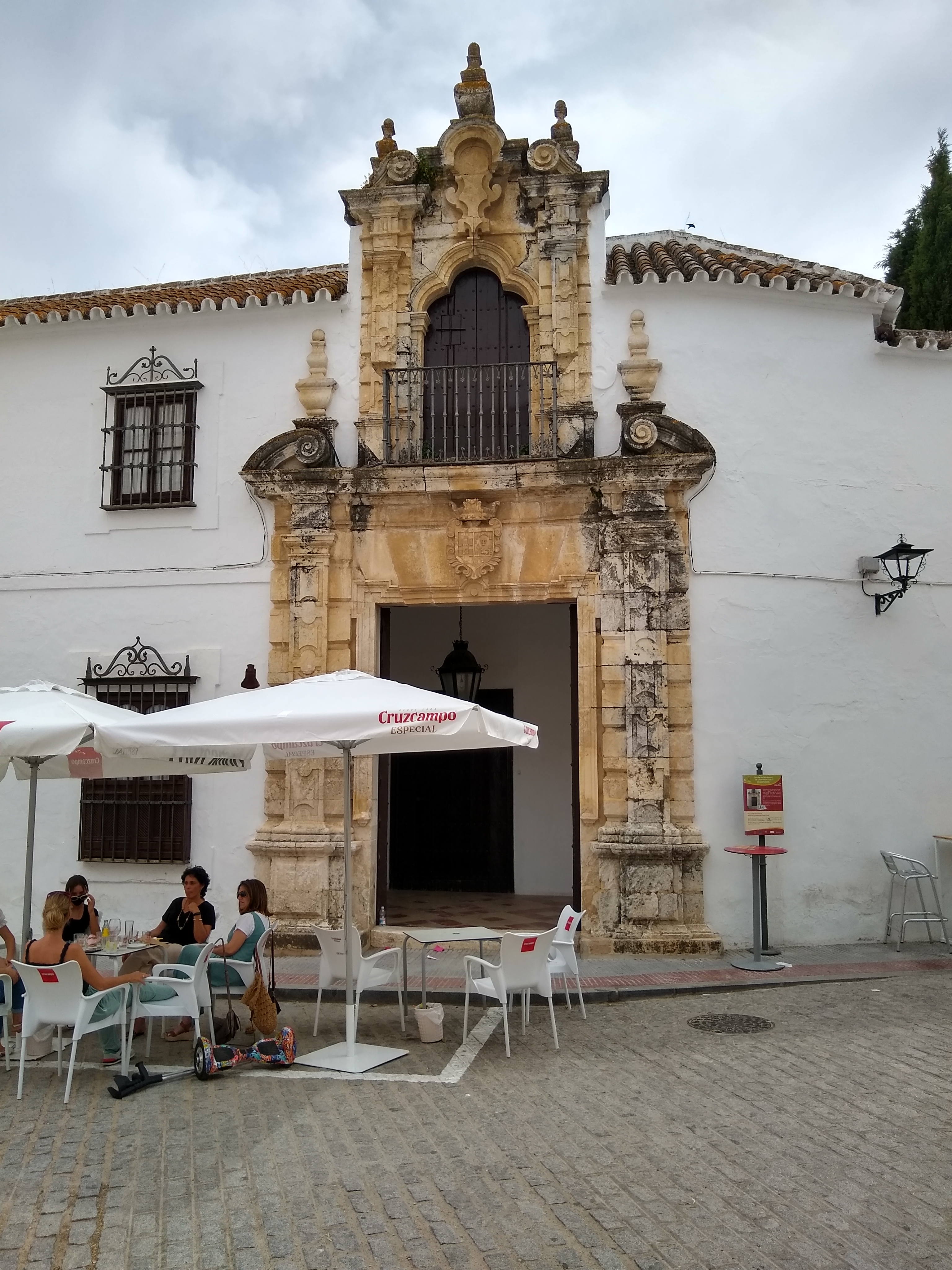
Casa de los Marqueses de la Peña de los Enamorados.

- Torre del Cincho. Se trata de una atalaya que enlazaba visualmente con la Torre del Barro, que a su vez lo hacía con el castillo de Morón.
- Casa consistorial. Se trata de uno de los edificios de tipo civil más singular de la provincia y en él, hoy en día, se emplaza el ayuntamiento, además de una escuela y otras instituciones. En el centro de la construcción se ubica la torre, fechada en 1841.
- Casa de la cultura. Esta casa palacio perteneció al Marqués de Monteflorido. Tiene un diseño de portadas y un desarrollo espacial notable que se hace palpable en la sobresaliente proporción de sus plantas, que corresponde a la casa palacio de fines del siglo XVIII, sobre todo si lo comparamos con otros edificios de carácter popular. El lenguaje neoclásico se impuso en la distribución simétrica de sus vanos, en la amplitud y geometría de su diseño, en los frontones que coronan todos los cierros y balcones y en la sencillez de su portada. La portada viene a ser una solución de compromiso entre el estilo tradicional de las portadas barrocas locales y el planismo de corte clásico. Efectivamente surge de la simplificación formal de los diseños tradicionales, tanto en los basamentos de cantería como en los detalles decorativos de ladrillo. Como si se combinase el diseño de un arquitecto académico y la maestría y mano de obra local.
- Casa del Aire. La arquitectura doméstica en el siglo XVIII adquirió en la Campiña una dimensión extraordinaria, al reflejar el resurgir de la economía agraria de nuestros pueblos. Esta casa con sus numerosos vanos al exterior, su gran despliegue espacial y la buena solución arquitectónica con la que combinaba el señorío y la de labranza, las tres fachadas y la planta prácticamente triangular del solar, es un ejemplo claro de la calidad, flexibilidad y funcionalidad de esta arquitectura barroca no siempre bien valorada. La reciente restauración ha permitido recuperar la vida intensa del edificio, con sus originales contraventanas y parte de los pavimentos añadidos en los siglos XIX y XX. La casa tuvo una portada principal a la plaza que pronto fue sustituida para utilizarse como fachada mirador o palco. La fachada de la calle Veracruz se adapta al quiebro de la calle, creando una sucesión de vanos y un ritmo de extraordinaria elegancia que enlaza con la cercana capilla de la Veracruz, sin duda proyectadas para complementarse mutuamente, formando uno de los conjuntos más armónicos y sencillos del urbanismo barroco andaluz. En el patio principal conserva un excelente panel de azulejos, exponente del gusto estético en torno a la Exposición Iberoamericana de Sevilla, en donde se mezcla la tradición costumbrista con el lenguaje de las vanguardias internacionales firmado por Juan Miguel Sánchez y fechado en 1927. Actualmente es la sede de la escuela municipal de música y danza y del Museo de la Mujer en el Flamenco.
- Casa de los Marqueses de la Peña de los Enamorados. Casa palacio del siglo XVIII de estilo barroco. La monumental fachada fue realizada por Juan Ruiz Florindo, labrada en piedra blasonada, portando el escudo nobiliario del marquesado de la Peña de los Enamorados.[21]

## Fiestas

### Celebraciones religiosas

#### Fiestas Patronales de Santa María Magdalena
Existe documentación escrita sobre la celebración de las fiestas patronales desde el siglo XVI.
Desde el 19 al 21 de julio tiene lugar el solemne triduo en su honor. El día 22 de julio se oficia por la mañana la Solemnísima Función del Patronato. El mismo día, a las 9 de la noche, tiene lugar la procesión de la Patrona, en la cual se utiliza una imagen vicaria, ya que la titular del templo no puede procesionar por su peso y colosales dimensiones.

#### Semana Santa
Arahal cuenta con 5 hermandades de penitencia y una Agrupación Parroquial, habiendo durante la Semana Santa un total de 7 procesiones.
- Sábado de Pasión. Agrupación Parroquial de Nuestro Padre Jesús de la Salud y Nuestra Señora de la Oliva. Sede canónica: Parroquia de Santa María de la Victoria. Tiene su origen en una asociación creada a raíz de una procesión de Cruz de Mayo. Tras unos años de inactividad, en el año 2010 un grupo de jóvenes retoma la idea creando una Asociación de Fieles en la Parroquia de la Victoria. La imagen de Nuestro Padre Jesús de la Salud fue realizada en 2017 por el imaginero Manuel Martín Nieto, mientras que la Virgen de la Oliva fue tallada por Rafael Martín Hernández ese mismo año. En 2019 se realiza el primer Vía Crucis parroquial con la imagen del Señor en la jornada del Sábado de Pasión. El 16 de febrero de 2024, la Asociación se convierte en Agrupación Parroquial, realizando su primera salida procesional con pasos en el año 2025.[22][23][24]
- Domingo de Ramos.

- La Borriquita.
Horario: 17:30-21:30h.
Sede canónica: Iglesia del exconvento de San Roque.
Un paso: Cristo de la Sagrada entrada en Jerusalén. Procesión organizada por la Hermandad del Santo Entierro, que tiene su origen en el año 1987. La imagen del Jesús en la Sagrada entrada en Jerusalén fue realizada en 1986 por el escultor Rafael Sánchez-Palencia Colorado, representando la entrada de Jesús en la ciudad de Jerusalén a lomos de una burra. Las imágenes de San Pedro, Santiago y la mujer hebrea con su hijo en brazos fueron talladas por Luciano Galán, mientras que Rafael Sánchez-Palencia realizó una niña hebrea. El paso sobre el que procesiona fue adquirido a la Hermandad de la Vera Cruz de Sanlúcar la Mayor.
Itinerario: Prado de San Roque, Sevilla, Felipe Ramírez, Doctor Morillas, Tahona, Ascensión Martín, IV Conde de Ureña, Victoria, Corredera, Plaza de la Corredera, Veracruz, Espaderos, Monjas, Sevilla, Prado de San Roque.
Cortejo: 200 personas aprox. Nazarenos con túnica y antifaz blancos los niños y las niñas de hebrea.
Música: A.M. Nuestra Señora de la Victoria, de Arahal. 
- Miércoles Santo:

- Vera Cruz.
Horario: 20:30-00:00
Sede canónica: Iglesia de la Veracruz. Un paso: Cristo del Amor y Virgen de la Piedad. Fundada en 1988 basándose en la antigua Hermandad de la Vera Cruz que había sido fundada en el siglo XVI y que desapareció a mediados del s. XVIII. En 1993 es reconocida como Asociación Parroquial. La Virgen de la Piedad y el Cristo del Amor fueron realizados por Antonio Dubé de Luque en 1991 y 1995, respectivamente. En el año 2023, se incorpora al paso la imagen de San Juan Evangelista, realizada por Salvador Madroñal, y al año siguiente la de Santa María Magdalena, del mismo autor. El paso es de madera de cedro real en su color natural, realizado por Manuel López Duarte en estilo barroco, contando con pequeñas imágenes en sus esquinas obra de Rafael del Río Barbero. La Hermandad cuenta también como titular con la Virgen del Rosario en sus Misterios Dolorosos, que no procesiona, siendo obra de Dubé de Luque en el año 2004.
Itinerario: Veracruz, Plaza de la Corredera, Pérez Galdós, Madre de Dios, Morón, María Beltrán, Madre de Dios, General Marina, San Pedro, Cruz, Pedrera, Victoria, Tahona, Ascensión Martín, IV Conde de Ureña, Doctor Gamero, Serrano, Monjas, Espaderos y Veracruz.
Cortejo: 130 personas aprox.. Nazarenos con túnica de cola y antifaz negro y sandalias franciscanas. 
Música: Capilla Musical Gólgota.
- Jueves Santo:

- Misericordia.
Horario: 19:00-01:30h.
Sede canónica: iglesia del Santo Cristo.
Dos pasos. Cristo de la Misericordia y Virgen de los Dolores
Itinerario: Plaza del Santo Cristo, Misericordia, Plaza de Nuestro Padre Jesús Nazareno, Marchena, Juan Leonardo, Pilar, Plaza Vieja, Sevilla, Pérez Galdós, San Roque, Doctor Gamero, IV Conde de Ureña, Victoria, Corredera, Plaza de la Corredera, Veracruz, Iglesia, Plaza de Nuestro Padre Jesús Nazareno, Misericordia y Plaza del Santo Cristo.
Cortejo: 900 personas aprox. Los nazarenos portan túnica de cola y antifaz carmesí y cinturón de esparto. 
Música: A.M. Santa María Magdalena de Arahal y Banda de Música Municipal de Mairena del Alcor
- Madrugá del Viernes Santo:

- Jesús Nazareno.
Horario: 05:00-14:00h.
Sede canónica: Parroquia de Santa María Magdalena.
Dos pasos. Nuestro Padre Jesús Nazareno y Nuestra Señora de los Dolores.
Itinerario: Plaza de Nuestro Padre Jesús Nazareno, Iglesia, Espaderos, Monjas, Sevilla, Prado de San Roque, San Roque, Doctor Gamero, IV Conde de Ureña, Victoria, Pedrera, Miraflores, Puerta Utrera, Corredera, Plaza de la Corredera, Duque, San Pedro, Cruz, Madre de Dios, Pérez Galdós, Plaza de la Corredera, Veracruz, Iglesia y Plaza de Nuestro Padre Jesús Nazareno.
Cortejo: 1400 personas aprox. Nazarenos con túnica y antifaz morados y cíngulo morado y oro. 
Música: Banda de CC. y TT. de Nuestro Padre Jesús Nazareno de Arahal en el Cristo y Banda de Música Municipal de Arahal.
- Viernes Santo (tarde):

- Hdad Sacramental de la Esperanza.
Horario: 18:30-12:30h.
Sede canónica: Parroquia de Santa María Magdalena.
Dos pasos: Cristo de la Esperanza y Virgen de las Angustias.
Itinerario: Plaza de Nuestro Padre Jesús Nazareno, Iglesia, Espaderos, Monjas, Sevilla, Juan Pérez, San Roque, Doctor Gamero, Tahona, Ascensión Martín, IV Conde de Ureña, Victoria, Pedrera, Cruz, San Pedro, General Marina, Madre de Dios, Pérez Galdós, Plaza de la Corredera, Veracruz, Iglesia y Plaza de Nuestro Padre Jesús Nazareno.
Cortejo: 650 personas aprox. Nazarenos con túnica y capa blancas y antifaz verde. 
Música: A.M. Santa María Magdalena de Arahal y Asociación Musical Álvarez Quintero de Utrera
- Santo Entierro.
Horario: 21:00-00.00h. 
Sede canónica: iglesia del exconvento de San Roque. 
Dos pasos: Cristo Yacente y Virgen de los Dolores.
Itinerario: Plaza de San Roque, San Roque, Juan Pérez, Sevilla, Monjas, Espaderos, Iglesia, Plaza de Nuestro Padre Jesús Nazareno, Marchena, Juan Leonardo, Plaza Vieja, Serrano, Doctor Gamero, IV Conde de Ureña, Victoria, Tahona, Doctor Morillas, Felipe Ramírez, Plaza de la Corredera, Veracruz, Espadero, Monjas, Sevilla y Plaza de San Roque.
Cortejo: 250 personas aprox. Nazarenos con túnica blanca y antifaz y capa negros. 
Música: Banda Castillo de la Mota de Marchena y Banda Municipal de Arahal.
.  Domingo de Resurrección. 
Cristo Resucitado. Sede canónica: capilla de San Antonio de Padua.

#### Corpus Christi
El jueves de Corpus se inicia el triduo en la Parroquia de Santa María Magdelana. El domingo, Misa Solemne y procesión con el Santísimo.
El cortejo eucarístico lo forman los niños que han recibido por primera vez la Comunión, portando dos pequeñas andas con las imágenes de la Virgen Niña y San Juan Bautista Niño, el paso de la Inmaculada Concepción, distintos grupos parroquiales, hermandades de penitencia y gloria de la localidad y el paso de la Custodia.
A destacar los adornos de las calles, el suelo cubierto de hierba y los magníficos altares efímeros que se montan durante todo el recorrido.
Itinerario: Plaza de Nuestro Padre Jesús Nazareno, Iglesia, Veracruz, Plaza de la Corredera, Felipe Ramírez, Serrano, Monjas, Espaderos, Iglesia y Plaza de Nuestro Padre Jesús Nazareno.

#### San Antonio de Padua
La semana anterior al 13 de junio se celebra Triduo en su ermita, culminando con Función Principal en la Parroquia de Santa María Magdalena la mañana del domingo, a la que es trasladado el Santo en andas. Una vez regresado a la ermita, tiene lugar la bendición y reparto del pan de los pobres. Los días cercanos a la festividad del Santo se organiza una velada en torno a la ermita y se alumbran de forma especial distintas calles del barrio.
En la tarde del 13 de junio sale en procesión San Antonio de Padua desde su ermita, acompañado por la Agrupación Musical Santa María Magdalena. El cortejo de la hermandad de San Antonio de Padua realiza una procesión de Gloria, en la cual se pide respeto combinada con una gran alegría, destacando por la gran cantidad de mujeres, depositarias de la devoción de nuestro pueblo.
Itinerario: Salida (19:30 H), San Pablo, San Mateo, San Lucas, San Lorenzo, Carmona, Marchena, Plaza de Nuestro Padre Jesús Nazareno, Plaza de Nuestra Señora de las Angustias, Iglesia, Espadero, Monjas, Serrano, Doctor Gamero, Tahona, Doctor Morillas, Felipe Ramírez, Plaza de la Corredera (Por la puerta de la Caixa), Duque, General Marina, Madre de Dios, Málaga, San Antonio, Falla y Ermita (01:00 H).
Lugares de interés para ver la procesión: Un lugar emblemático, lleno de encanto y con una luz especial, es su barrio, el conocido popularmente como las casitas de San Antonio. Destaca la imagen del Santo Bendito entre naranjos, rodeado de sus vecinos y acompañado de los pequeños de la Agrupación Musical. Vecinos de las calles como San Mateo, San Lucas, San Lorenzo y San Simón, arropan de manera muy especial a su Santo y vecino.
La llegada a la Parroquia Santa María Magdalena a sones de su Himno es otro momento imperdible de nuestra procesión. Donde San Antonio saluda a Santa María Magdalena, Patrona de Arahal. El paso por la calle Doctor Morillas envuelve a la cofradía en un ambiente de solemnidad, sonando cantos litúrgicos. Un momento de recogimiento justo antes de la explosión de sensaciones en la Plaza de la Corredera.
Por último, como no disfrutar del paso de la cofradía por la calle que lleva su nombre, la alegría, el arropo de los vecinos, la pasión de los costaleros, el disfrute de la gente, todo ello hace que se un punto que no pueden perderse. Los vecinos a través de la iniciativa de dos vecinas comenzaron a engalanar la calle del mismo nombre y dedicar una Velá al Santo Bendito que desde tiempo inmemorial tiene devoción en Arahal, remontándose los orígenes en el año 1974. Con el transcurso del tiempo se perdió esta tradición que volvió a recuperarse en el año 2011 por iniciativa de Mª Elena López Frías.

#### Procesión de Nuestra Señora de Montemayor Coronada
La Fervorosa Hermandad Filial de la Virgen de Montemayor de Arahal, que es filial de Moguer, organiza una procesión con su imagen el último sábado de mayo desde la Parroquia de Santa María Magdalena. 
El acompañamiento musical corre a cargo de la Agrupación Musical Nuestra Señora de la Victoria de Arahal.
Procesión de Madre de Dios del Carmen. 
Anualmente, el día 16 de julio, se celebra la solemne procesión de la Virgen del Carmen, imagen procedente del convento del Rosario y que hoy se venera en la iglesia del Santo Cristo.

### Fiestas

#### Feria del Verdeo
La Feria del Verdeo se celebra el primer jueves de septiembre. Vino a sustituir a la antigua Feria de Arahal, que tenía lugar en torno a las Fiestas Patronales. Se conoce como «Fiesta del verdeo» por la recogida de aceitunas en esa época donde toman parte muchos habitantes de la localidad. Esta feria se celebra a lo largo de cuatro días la primera semana septiembre. Un acto destacado ha sido siempre la Solemne Coronación de la Reina e imposición de bandas a la dama de honor y damas de la corte, el Pregón de la Fiesta en la explanda de la Iglesia del Santo Cristo. Resulta muy peculiar y es de interés turístico nacional.
En los últimos años se ha incorporado a este acto la imposición de la distinción "Aceituna de Oro" que se concede a personas o entidades de reconocida labor en pos de la Aceituna de Mesa.

#### Flamenco
- Museo de la Mujer en el Flamenco, casa del Aire.[25]
- Ruta de las Grandes Figuras del Flamenco. Arahal forma parte de una ruta turística que visita las poblaciones andaluzas donde nacieron y vivieron las grandes figuras del flamenco. En el caso de Arahal se trata de la saga de los Pavones, encabezada por la genial Pastora Pavón, seguida por Tomás Pavón y Arturo Pavón.
- Monumento a Pastora Pavón "Niña de los Peines". Pza. Virgen de las Angustias.
- "Al Gurugú", Memorial "Niña de los Peines". Semana flamenca con teatro, conferencias, actuaciones y otras actividades alternativas que culminan con dos grandes noches flamencas en la Plazoleta del Santo Cristo, donde se hace entrega del galardón "Verde que te quiero verde".
- Peña Flamenca Pastora Pavón "Niña de los Peines".

#### Feria de la Tapa
Actualmente se realiza la "Ruta de la Tapa", por los distintos bares y restaurantes de la localidad dónde se pueden degustar tapas y refresco a un precio acordado.
También se realiza concurso a la mejor tapa, al mejor tirador de cerveza, entre otros.

#### Gran Cabalgata de los Reyes Magos
El día 5 de enero desde las 17 horas hasta las 21h, Sus Majestades los Reyes Magos de Oriente, encarnados por personajes y empresarios de la localidad, hacen un recorrido por las calles de Arahal, visitando cada año distintos barrios.
La cabagalta se caracteriza por la gran atracción popular, el alto número de carrozas tirada por tractores y la inmensa lluvia de caramelos y juguetes que se lanzan desde las mismas.

## Cultura

### Música

#### Formaciones musicales
La localidad de Arahal cuenta con una larga tradición de formaciones musicales de gran prestigio en distintos estilos como Agrupaciones Musicales, Cornetas y Tambores o Banda de plantilla completa, también llamadas bandas de música. Todas ellas, aglutinan a centenares de arahalenses.
Las bandas que tienen su origen en la localidad son:
- Agrupación Musical de Santa María Magdalena. Fundada en la década de los años 60 y dirigida por Manuel Rodríguez Ruiz, cuenta con decenas de trabajos en su discografía. Es considerada la formación decana de las agrupaciones musicales, al tratarse de la primera en este estilo, evolucionado de la banda de la Guardia Civil de Eritaña.[27]
- Banda de Cornetas y Tambores de Nuestro Padre Jesús Nazareno. Fundada en 1992 en el seno de la Hermandad del Nazareno de Arahal.[28]
- Agrupación Musical de Nuestra Señora de la Victoria. Fundada en 1980 por músicos provenientes de la AM Santa María Magdalena.[29]
- Banda de Música Municipal de Arahal. Banda de plantilla completa fundada en 1999 por un grupo de jóvenes músicos de la localidad, basada en la antigua banda con la que contaba Arahal en la década de los años 50. La formación musical ha acompañado a lo largo de su historia a hermandades tanto locales como de otros lugares, entre las que destaca las de la Misericordia, Jesús Nazareno o el Santo Entierro de Arahal, o la Borriquita de Córdoba, la Hermandad de la Cena de Jaén, la Candelaria de Jerez de la Frontera, la de la Exaltación de Sevilla o la Virgen de Lágrimas y Favores de las Reales Cofradías Fusionadas de Málaga.[30][31]
- Banda de Nuestra Señora de la Oliva. Fundada en 2014 con la idea de acompañar musicalmente el Corpus Christi de la Parroquia de la Victoria. Toma su nombre de la titular dolorosa de la Agrupación Parroquial de la Salud.[32]

### Literatura
El pueblo sufrió el fenómeno del bandolerismo en el s. XIX, y es mencionado en El Bandolerismo: Estudio Social y Memorias Históricas, de Julián Zugasti y Sáenz: "El llamado Rodrigo salió del Arahal, siguiendo escrupulosamente el itinerario marcado por los secuestradores, y con arreglo á él dirigióse hacia Morón, y al atravesar por la dehesa denominada de la Encarnación se le presentaron dos hombres, los cuales, después de cambiar con el emisario de Rubio las contraseñas concertadas, le pidieron el dinero". El estudio se centra en las fechorías del ladrón del pueblo José Carrascosa Gamboa.

## Deportes
El mayor hito alcanzado por el deporte arahalense a nivel nacional es haber competido en la división de honor, máxima categoría a nivel nacional de voleibol, durante cuatro temporadas.
También se celebra la carrera de La Cal y el Olivo, que es una media maratón con una distancia de 21 km entre Arahal y Morón de la Frontera.
A comienzos de la Fiesta del Verdeo se celebra el Cross Urbano del Verdeo, y a mediados de septiembre, el Campeonato Provincial de Dominó.
En la temporada 2012/13 el Arahal C.F. milita en Regional Preferente, concretamente en el grupo de la provincia de Sevilla.
El municipio arahelense, cuenta desde 2014, con el rocódromo más alto de España, de 25 m de altura, acogiendo el mismo, competiciones de escalada, tales como la Copa y el Campeonato de Andalucía de dicha modalidad.
Francisco Brenes Bohorquez "El Pitizo" 1956 participó en La Vuelta Andalucía mayor éxito en Ciclismo alcanzado en Arahal. Tuvo 2 pinchazos pero llegó a la meta. Participaron 82 corredores de los que solo lograron finalizar la prueba 23 ciclistas.
http://hemeroteca.abc.es/nav/Navigate.exe/hemeroteca/madrid/abc/1956/02/08/036.html

## Seguridad
Desde el viernes 30 de marzo de 2012, esta localidad cuenta con un Cuerpo de Voluntarios de Protección Civil. Esta agrupación de voluntarios se inició con 21 miembros cuyas edades oscilan entre los 18 y los 48 años y como respuesta a la aceptación del Plan de Emergencia Municipal. El primer presidente de la agrupación local es José Portillo.
Durante el año 2012 ha participado ya en varias ocasiones en actos oficiales de la localidad, como son la Semana Santa local o la Feria del Verdeo, aunque no solo ha participado en eventos locales sino también en ferias de otras localidades y destaca su servicio en el Plan Romero para ayudar a las hermandades a llegar a la aldea almonteña, tras esta tarea los miembros del cuerpo acompañaron a la Virgen de Montemayor en su recorrido por las calles de la localidad.